# Drohiczyn (Polska)
Drohiczyn – miasto w Polsce, położone w województwie podlaskim, w powiecie siemiatyckim, siedziba gminy miejsko-wiejskiej Drohiczyn. Historyczna stolica Podlasia. Leży na Wysoczyźnie Drohiczyńskiej nad Bugiem.
Drohiczyn uzyskał lokację miejską w 1429 roku. W latach 1975–1998 miasto administracyjnie należało do woj. białostockiego.
Według danych GUS z 1 stycznia 2024 Drohiczyn liczył 1747 mieszkańców.
Miasto położone jest we wschodniej Polsce, w południowej części województwa podlaskiego. Przez miasto przebiega droga krajowa nr 62 (Siemiatycze–Strzelno). Ośrodek usługowy dla rolnictwa; drobne przetwórstwo drzewne i rolno-spożywcze. Jest stolicą diecezji drohiczyńskiej, a przez to najmniejszym miastem w Polsce, będącym siedzibą biskupa. Był miastem królewskim Korony Królestwa Polskiego w starostwie drohickim w ziemi drohickiej województwa podlaskiego w 1795 roku. Miejsce popisów szlachty województwa podlaskiego I Rzeczypospolitej.

## Historia

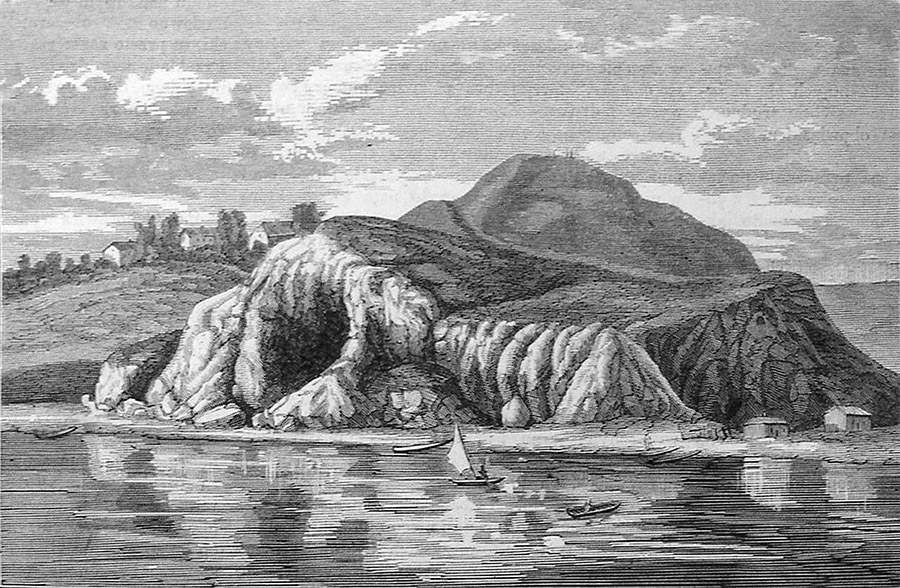
Góra Zamkowa w Drohiczynie

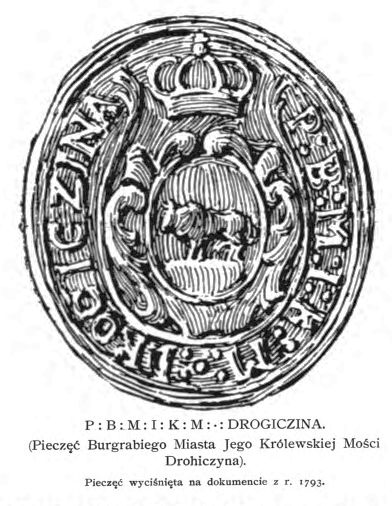
Pieczęć miejska wyciśnięta w 1793 roku

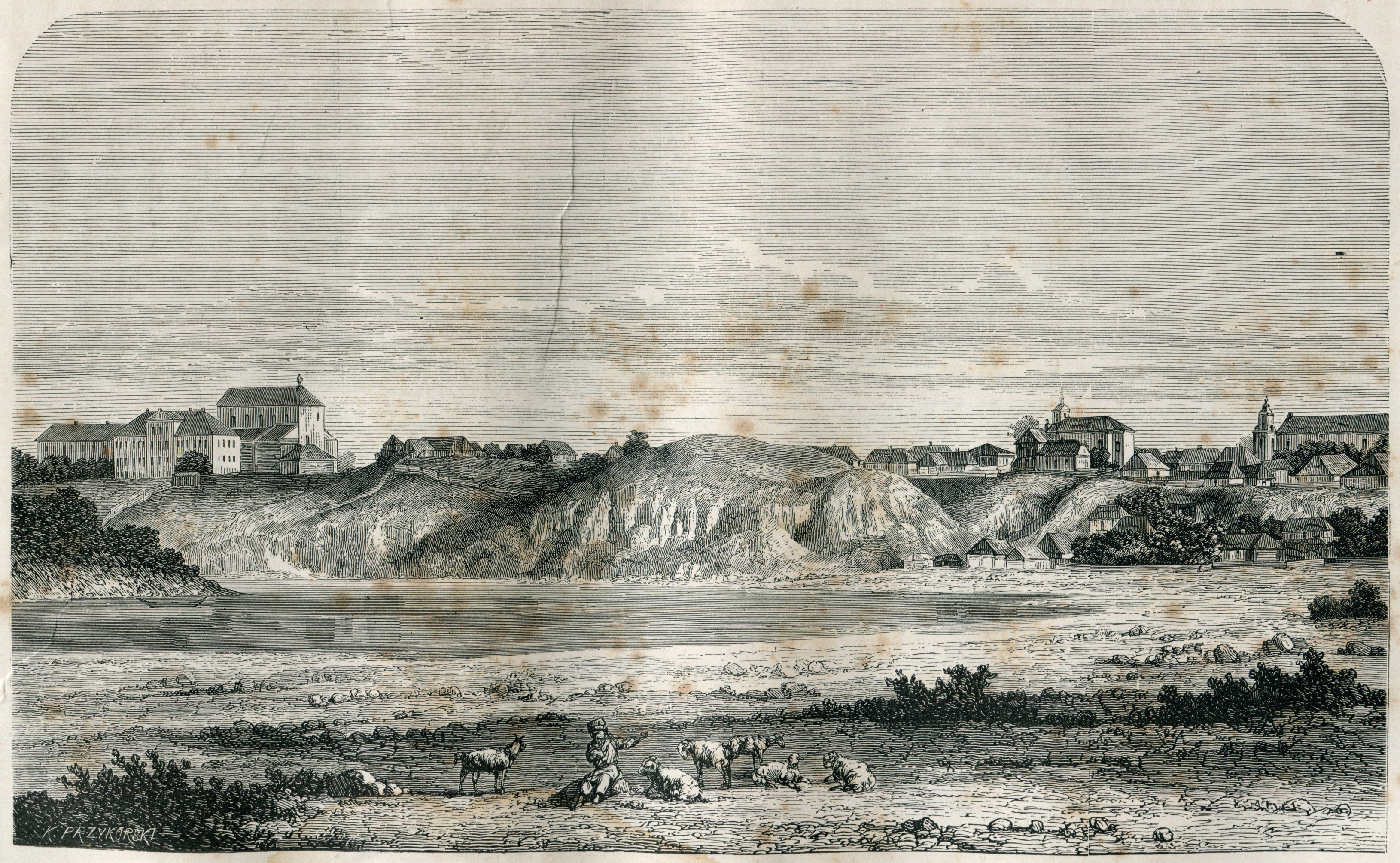
Panorama Drohiczyna z końca XIX w.

W XI w. gród na pograniczu rusko-polskim z ważną komorą celną nad Bugiem, którym spławiano towary z Rusi Kijowskiej. Drohiczyn mógł być pierwotnie grodem powiązanym z osadnictwem mazowieckim, zbudowanym około połowy XI stulecia lub wcześniej, który dopiero w późniejszym czasie został przejęty przez władców księstwa turowskiego. W XII wieku stolica księstwa drohiczyńskiego w kręgu wpływów Kazimierza Sprawiedliwego. W 1237 Konrad I nadał gród z okolicami Pruskim Rycerzom Chrystusowym, planując prowadzenie chrystianizacji Litwinów i Jaćwingów. Zakon został usunięty przez księcia włodzimiersko-halickiego Daniela, który stworzył tu swoją bazę dla wypraw przeciw Jaćwingom (1240). Następnie przejściowo należał do Mazowsza. W końcu XIII w. opanowany przez Litwę. Następnie przechodził z rąk do rąk. W XV wieku od książąt mazowieckich gród kupili Jagiellonowie. Prawa miejskie otrzymał Drohiczyn w 1498 z rąk Aleksandra Jagiellończyka, w związku z czym na rynku miejskim miały się pojawić jatki, postrzygalnia sukna, łaźnia, topnia wosku, budynek wagi i ratusz. Od 1520 stolica województwa podlaskiego, Drohiczyn pozostał nią aż do okresu rozbiorów. W 1569 został włączony do Korony. XVI wiek to okres największego rozkwitu miasta.
Na początku XVII w. były w Drohiczynie trzy kościoły, cerkwie unickie i prawosławne oraz cztery klasztory w tym dwa katolickie (franciszkanów i benedyktynek). W mieście istniały także szpital, apteka i szkoła. Okres pomyślnego rozwoju przerwał potop szwedzki i związane z nim zniszczenie miasta w 1657 r. przez wojska siedmiogrodzkie Jerzego II Rakoczego, a następnie moskiewskie w 1660 roku, w trakcie którego Drohiczyn utracił 68% ludności. W XVIII w. wybudowano istniejące do dzisiaj barokowe kościoły i klasztory. Pozbawiony dawnej świetności handlowej Drohiczyn zasłynął w tym okresie ze wspaniałych szkół: szkółki prowadzonej przez franciszkanów i jezuickiej szkoły, która w 1747 roku uzyskała rangę kolegium.

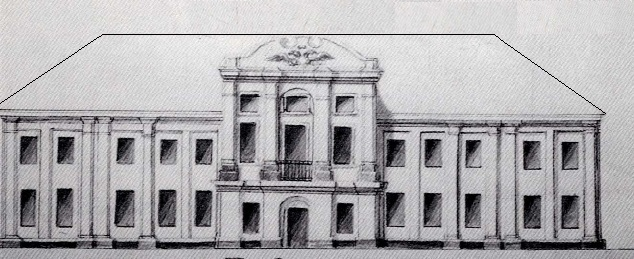
kolegium jezuickie w Drohiczynie

XIX wiek to okres upadku miasta. Dawna stolica województwa, do której zjeżdżano do szkół, na sejmiki i sądy, przekształciła się w prowincjonalne miasteczko bez perspektyw rozwoju, oddalone od nowych szlaków komunikacyjnych. W 1839 zaborcy rosyjscy zlikwidowali kościół unicki, w związku z tym drohiczyńskie świątynie unickie zamieniono w prawosławne cerkwie. W latach 1808–1842 miasto było siedzibą włączonego do Imperium Rosyjskiego powiatu w obwodzie białostockim. Liczba mieszkańców zmniejszyła się z około 2000 w 1775 do 835 w 1857 r. Całkowicie zaniknęła Ruska Strona, lewobrzeżna część Drohiczyna leżąca w Królestwie Polskim. 
Na początku XX w. napływ ludności żydowskiej spowodował, że liczba ludności wzrosła ponownie do 2000. Podczas dwóch wojen światowych miasto ponownie zostało zniszczone, a potem odbudowane, jednak pozycji sprzed rozbiorów już nie odzyskało.
W okresie międzywojennym istniały trzy kościoły katolickie, cerkiew prawosławna oraz gimnazjum państwowe. Działało Żydowskie Stowarzyszenie Oświatowe „Tarbutt”, Związek Kupców, Stowarzyszenie Rzemieślników Żydowskich. W 1929 r. burmistrzem był Henryk Moniuszko, komendantem Straży Pożarnej Wilhelm Haszko.
Podczas okupacji hitlerowskiej, wiosną 1942 roku Niemcy utworzyli getto dla żydowskich mieszkańców. Przebywało w nim około 4500 osób. 15 października 1942 roku Niemcy ostatecznie zlikwidowali getto. Żydów zamordowano w rejonie dworca kolejowego oraz w Bronnej Górze. 
Współcześnie Drohiczyn pełni funkcje usługowo-handlowe dla okolicznych wsi, a ze względu na malownicze położenie jest też miejscowością letniskową. Tradycje drohiczyńskich szkół podtrzymują: Wyższe Seminarium Duchowne, szkoła podstawowa oraz liceum ogólnokształcące. Od 1991 Drohiczyn jest siedzibą diecezji drohiczyńskiej. Znajdują tu się trzy kościoły katolickie i jedna cerkiew prawosławna. 10 czerwca 1999 odbyło tu się spotkanie ekumeniczne z papieżem Janem Pawłem II. Z Drohiczynem związany jest aktor Daniel Olbrychski, na cześć którego miejscowe kino nazwane zostało Daniel. W Drohiczynie kręcono filmy Panny z Wilka, Sanatorium pod Klepsydrą i Faustyna oraz odcinki seriali Nad Niemnem i Ojciec Mateusz.

### Chronologia

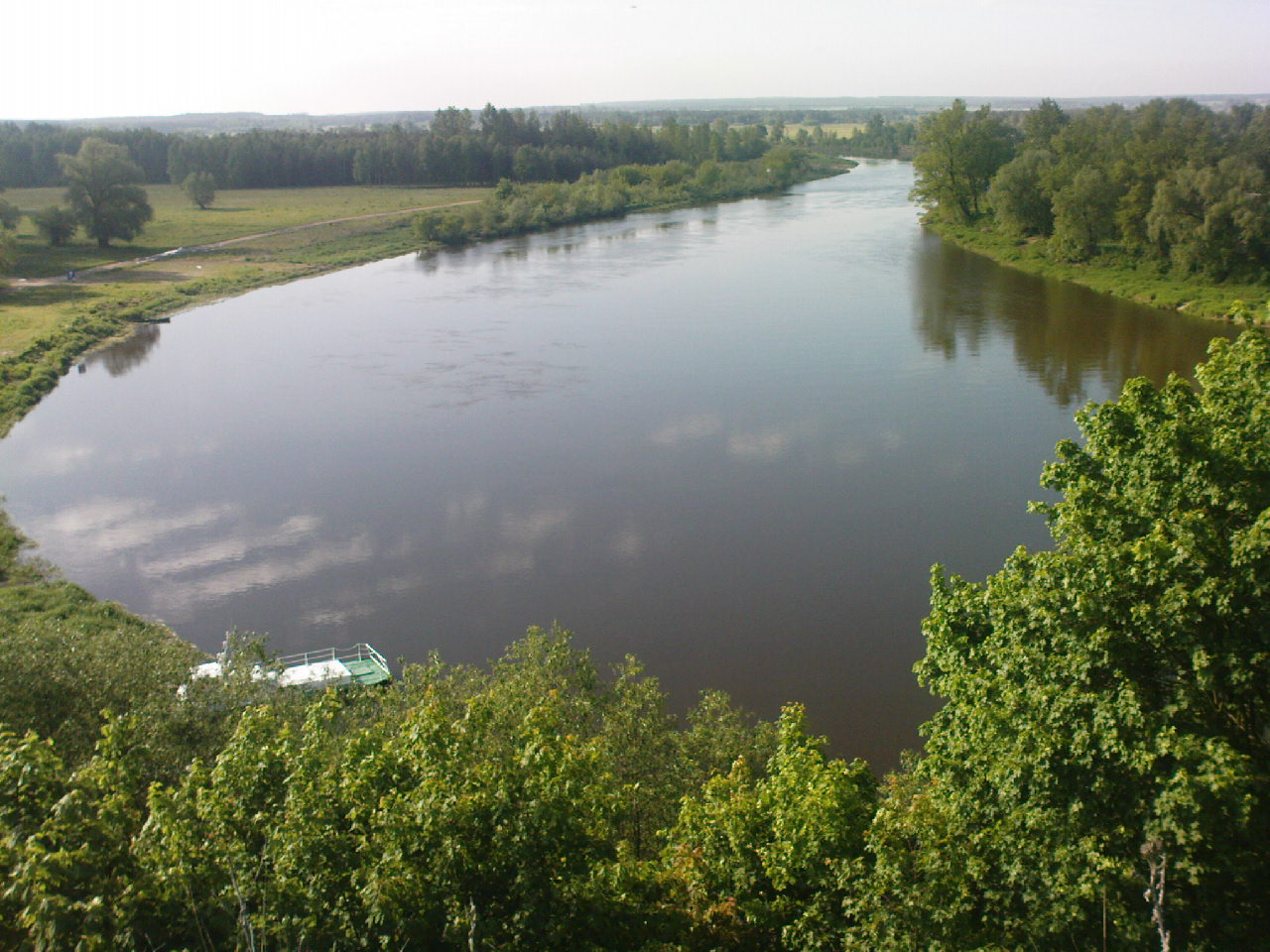
Przełom Bugu w Drohiczynie – widok z Góry Zamkowej

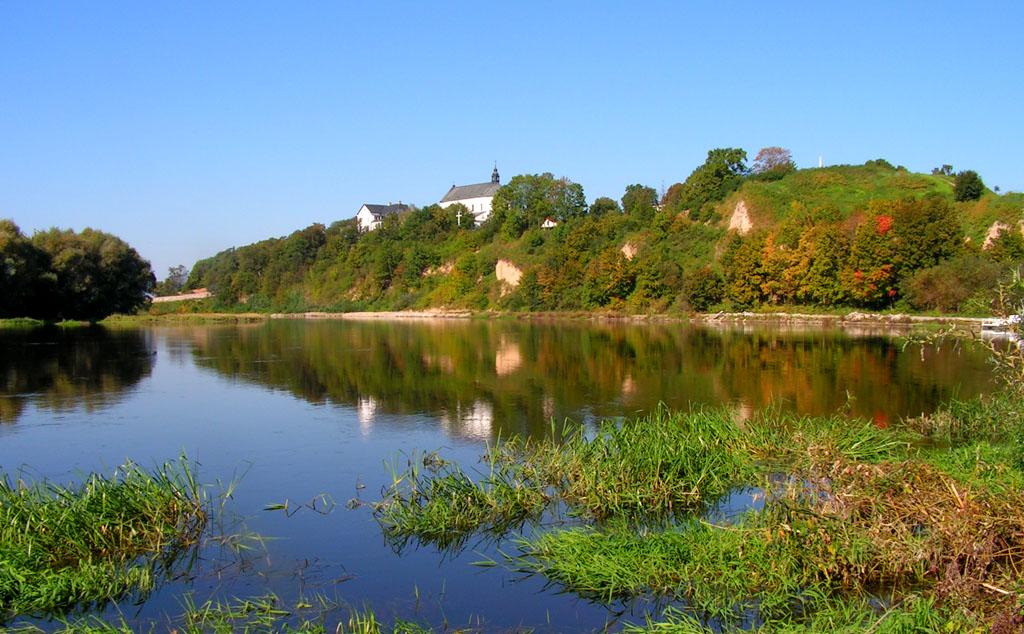
Góra Zamkowa

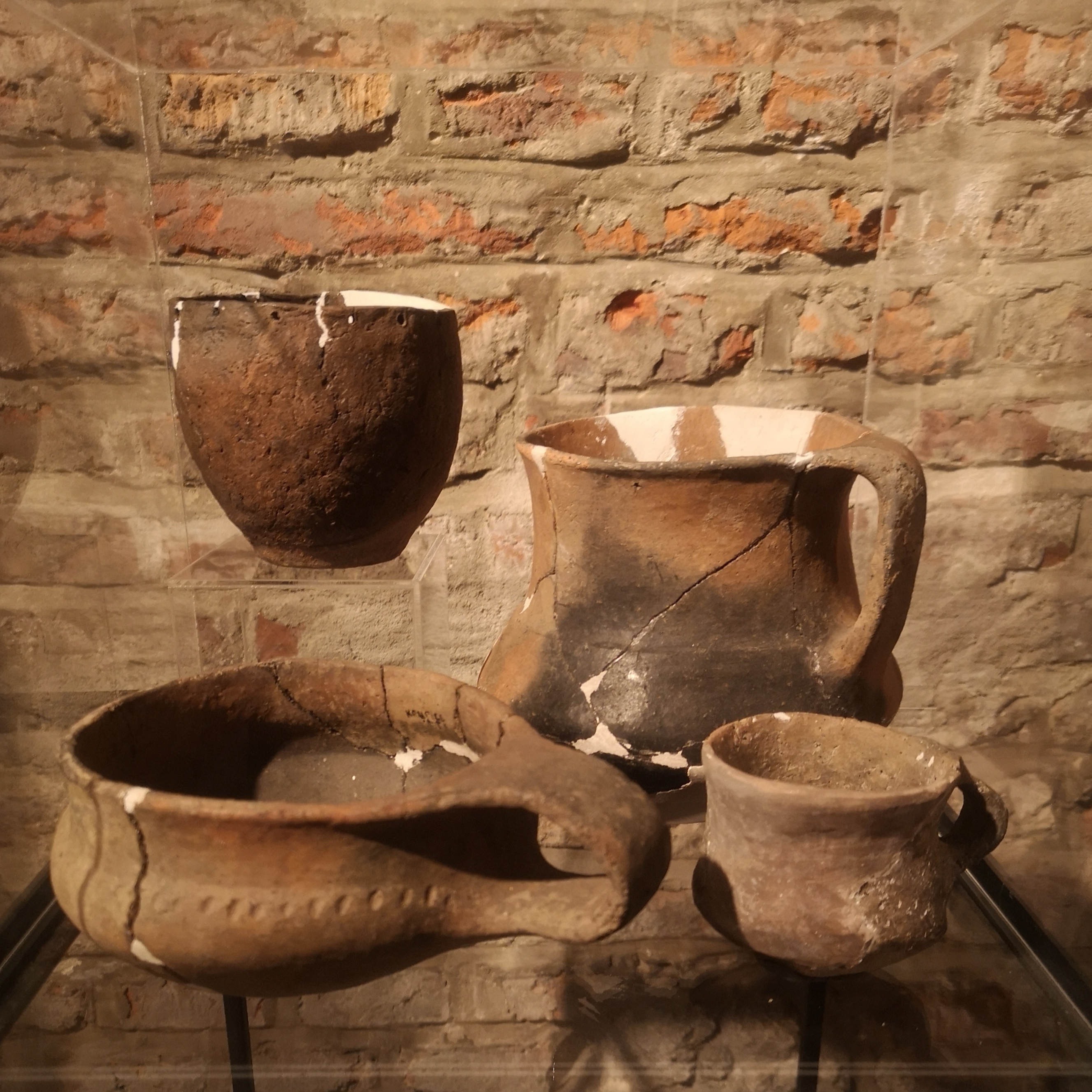
Naczynia gliniane odkryte w okolicach Drohiczyna

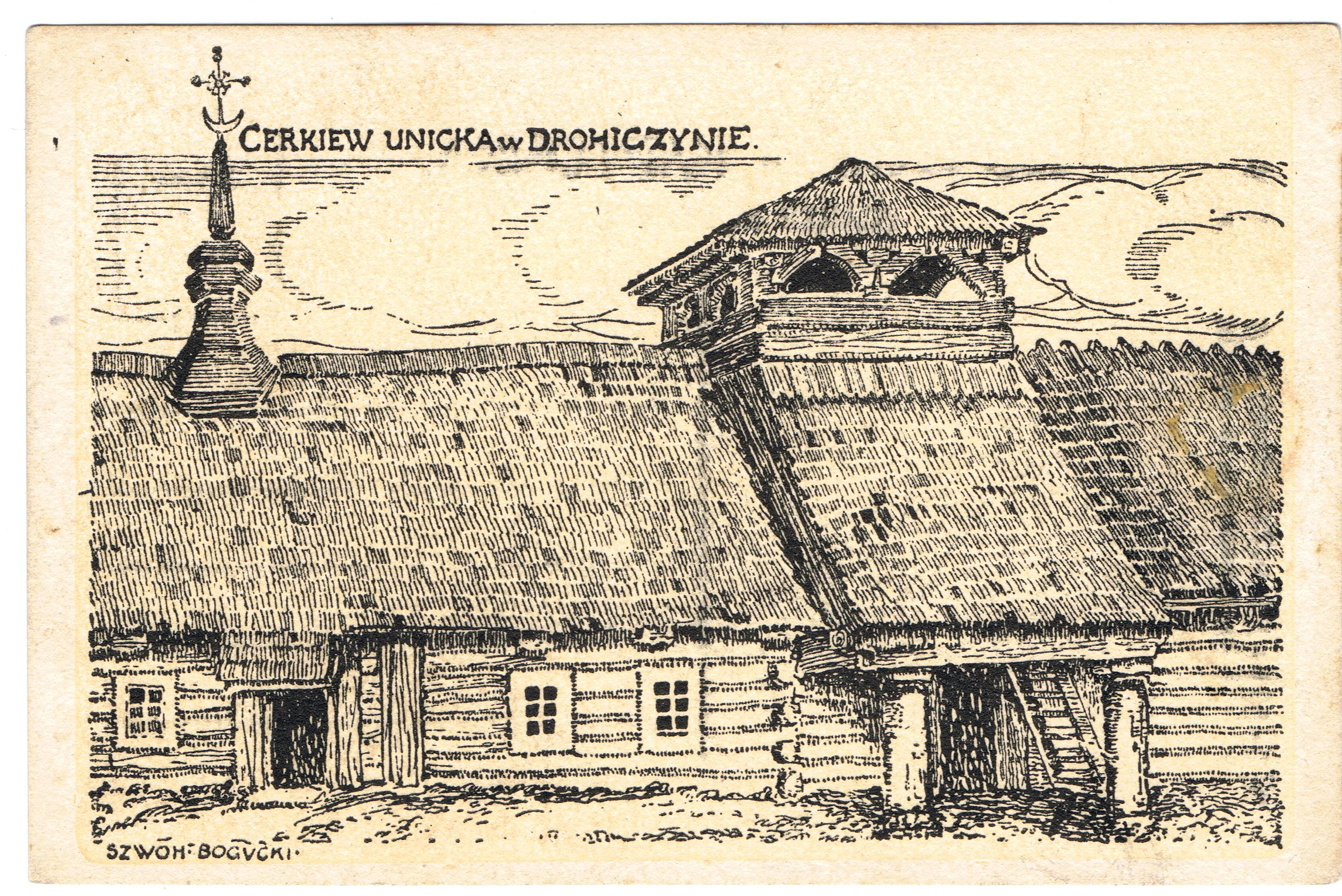
Cerkiew unicka w Drohiczynie

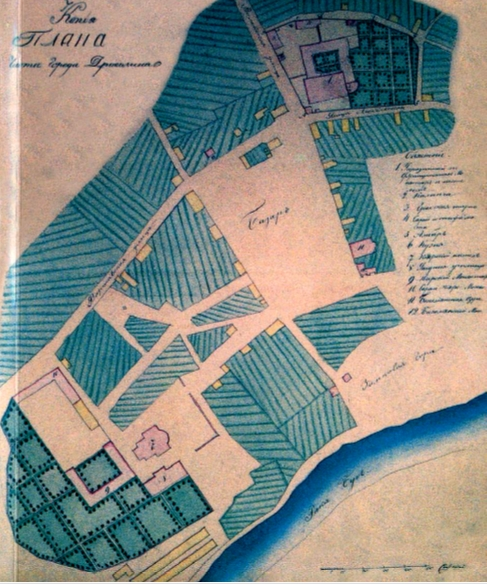
Plan Drohiczyna z 1810 r.

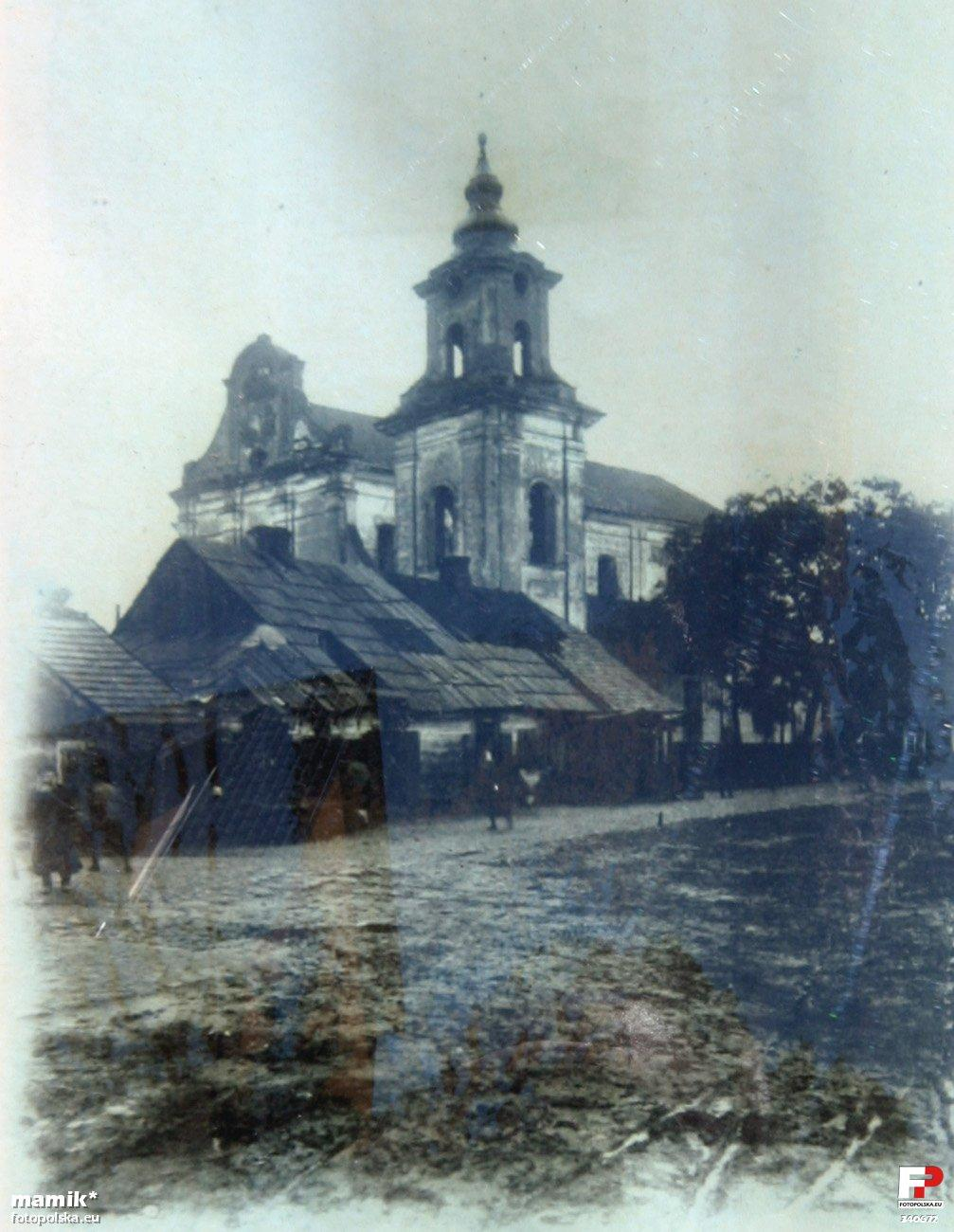
Rynek w Drohiczynie w 1925 r.

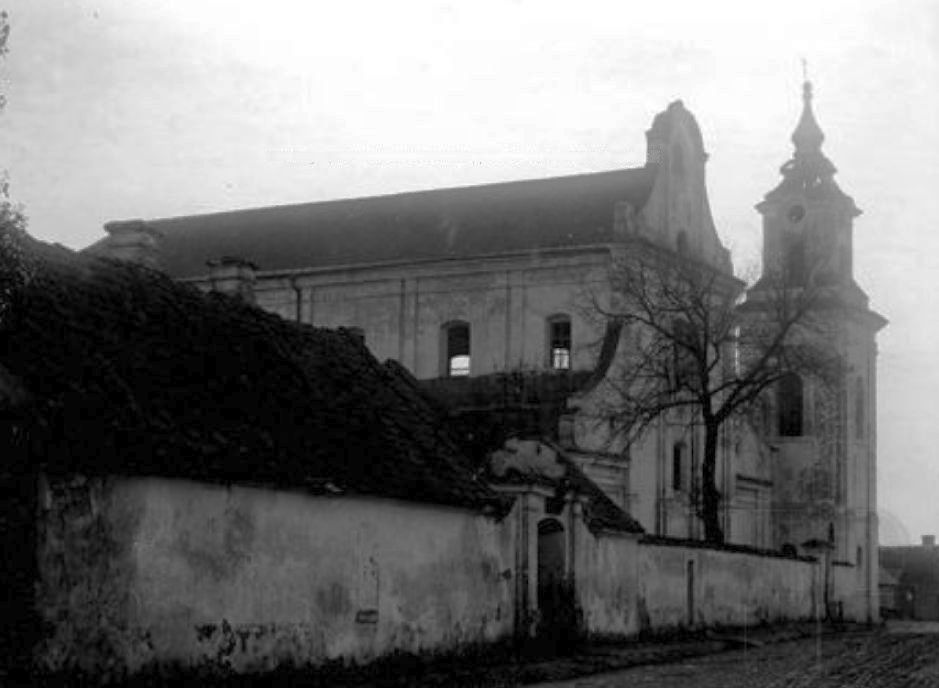
Kościół franciszkanów w Drohiczynie początek XX w.

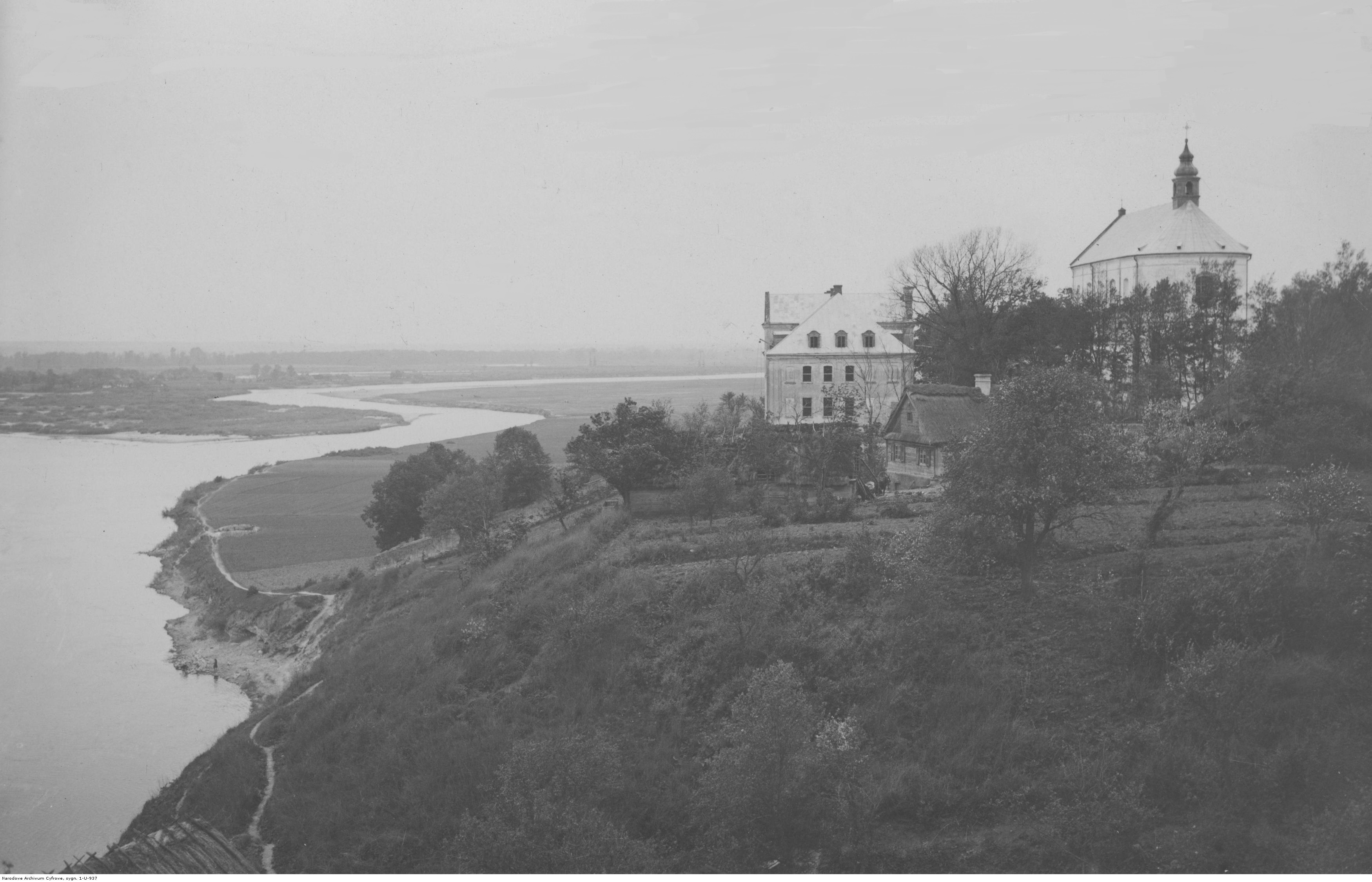
Przełom Bugu i Kościół Trójcy Przenajświętszej w XX-leciu międzywojennym

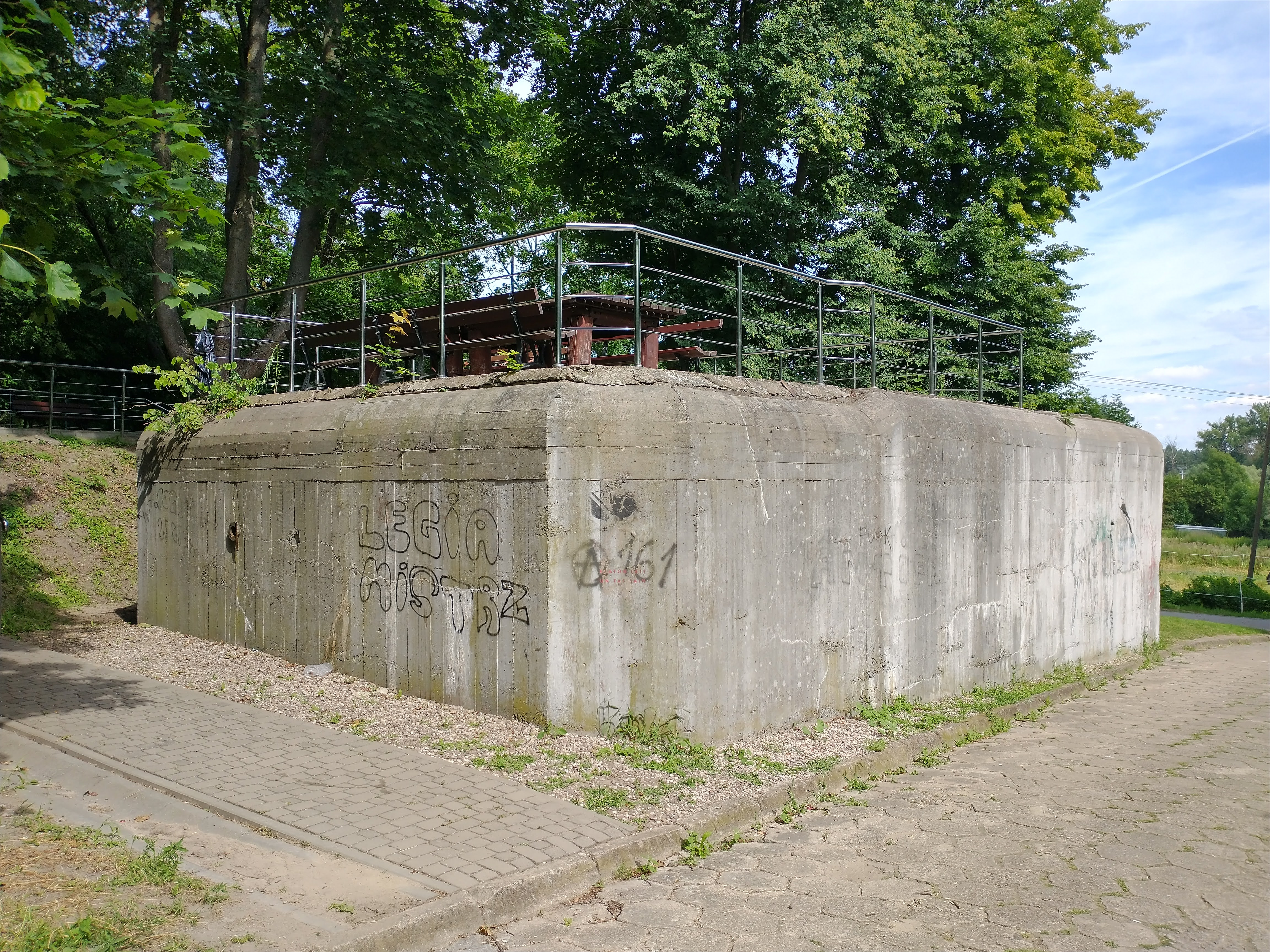
Rosyjski bunkier z czasów II wojny światowej (Linia Mołotowa)

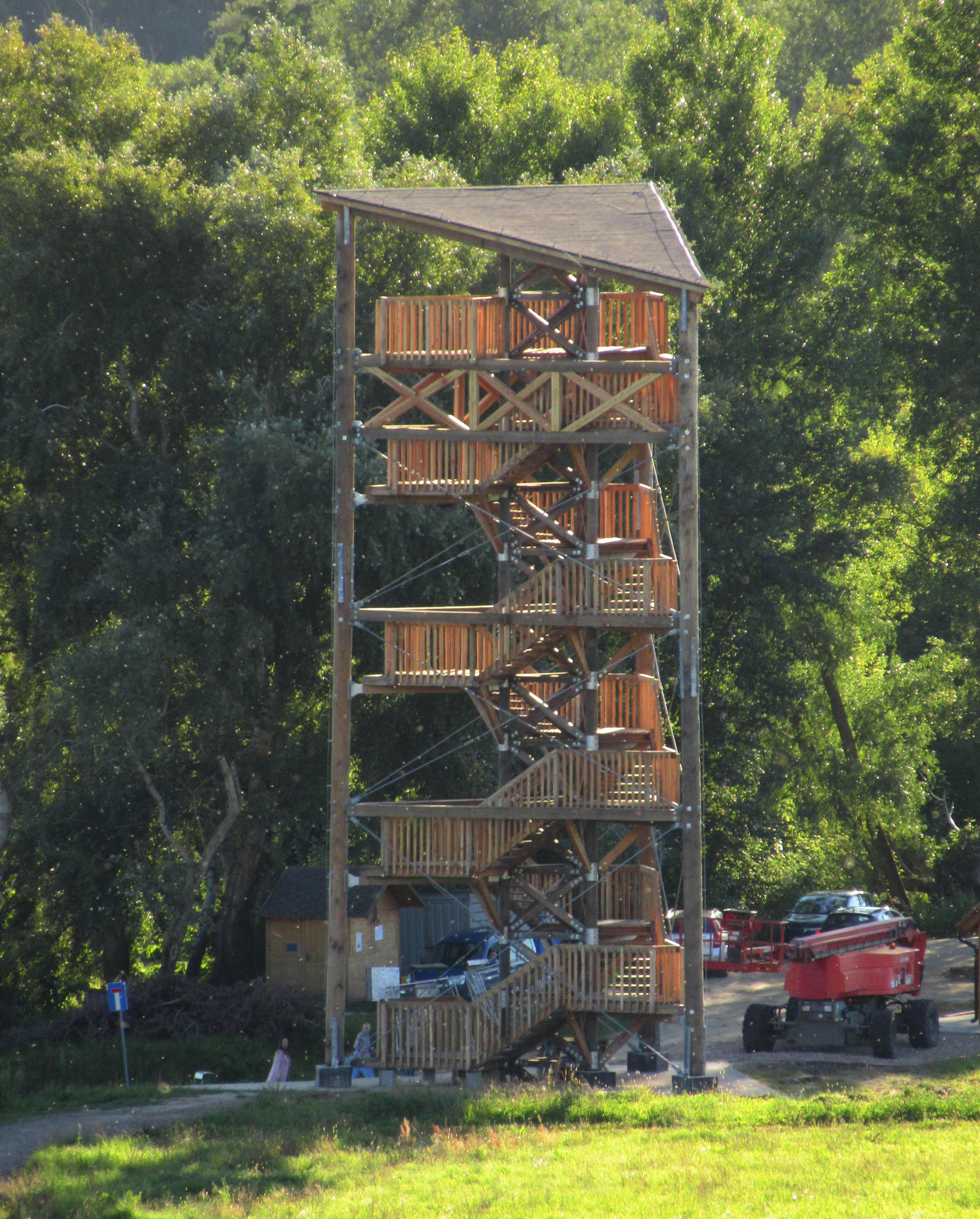
Wieża widokowa

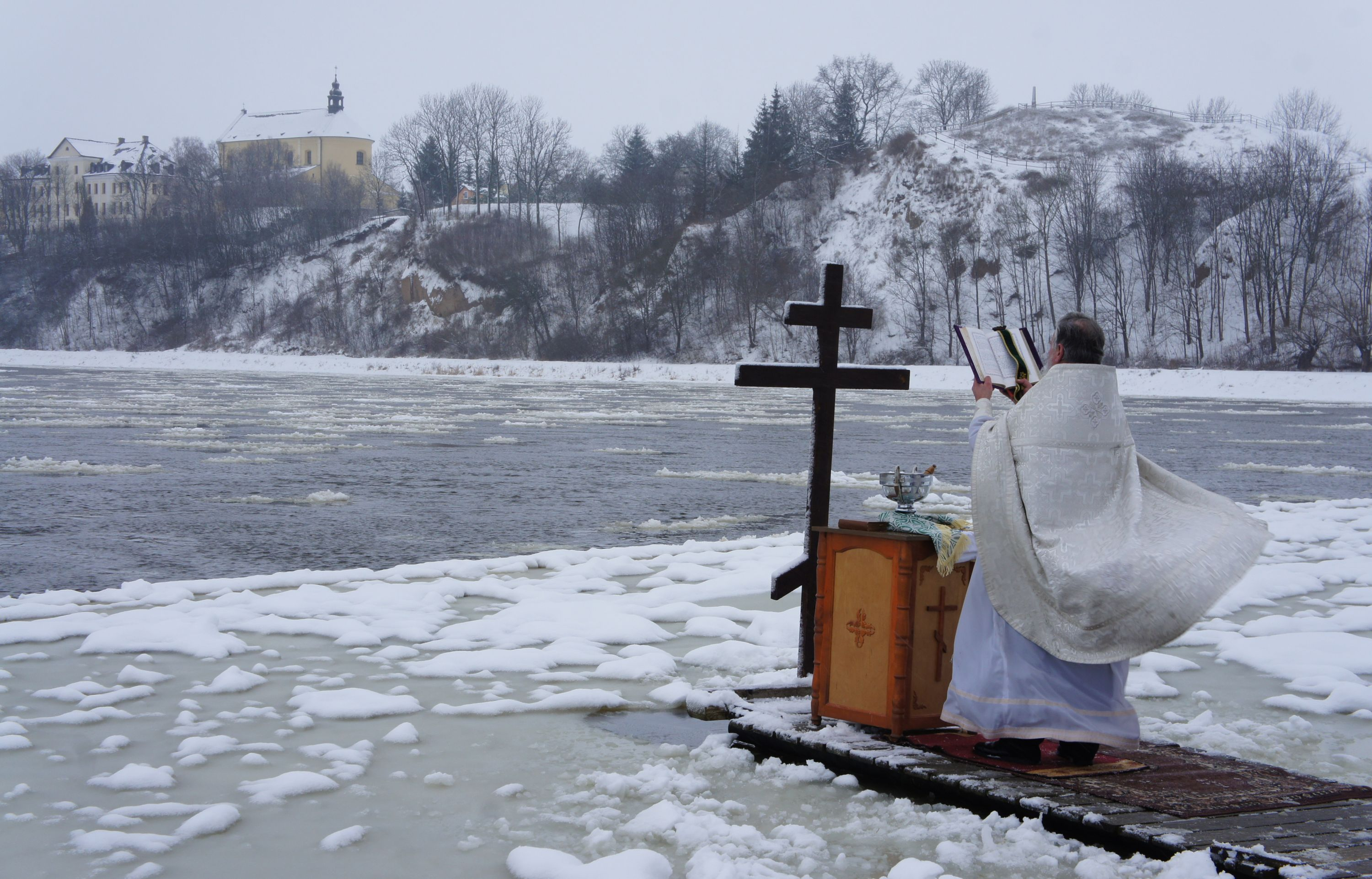
Obchody Święta Jordanu nad Bugiem

- VII w. – najstarsze ślady archeologiczne (kurhany)
- 1018–1022 – południowy brzeg rzeki Bug w rejonie grodu opanowuje Bolesław Chrobry.
- XI w. – Drohiczyn należy do Polski, ponieważ granicznym miastem jest Brześć[11].
- 1038 – domniemana data założenia grodu
- 1044–1046 – od księcia Kazimierza Odnowiciela gród przypuszczalnie przejmuje książę kijowski Jarosław Mądry, w zamian za pomoc w stłumieniu buntu wojewody mazowieckiego Miecława.
- 1102 – Drohiczyn należy do Polski, ponieważ granicznym miastem jest Brześć[11].
- 1142 – pierwsza bezpośrednia wzmianka o Drohiczynie, którą zapisano w Latopisie kijowskim. Grodem władał książę kijowski Wsiewołod II Olegowicz[12]
- 1145 – Drohiczyn na krótko pod panowaniem brata Wsiewołoda Igora Olegowicza[12]
- 1180 – Drohiczyn otrzymał książę Leszek mazowiecki (syn Bolesława Kędzierzawego) w zamian za pomoc zbrojną udzieloną Wasylkowi, księciu brzesko-drohiczyńskiemu w wyprawie przeciw Włodzimierzowi Wołodarowiczowi[12]
- 1182 – gród zajęty przez księcia Kazimierza Sprawiedliwego[12], który osadził w nim zależnego od siebie namiestnika[13].
- 1190 – władcą grodu jest prawdopodobnie Polevius
- 1192 – Kazimierz II Sprawiedliwy w trakcie odwetowej wyprawy przeciwko Jaćwingom pokonał pod Drohiczynem sprzymierzonych z nimi Rusinów i opanował gród[14]. Od tego czasu Drohiczyn był do 1243 roku ponownie przyłączony do Mazowsza[13].
- 1209 – 1227 – Drohiczyn posiada książę Leszek Biały[15]
- 1230 – Konrad I mazowiecki przejął Drohiczyn
- 1237 – 8 marca Konrad I mazowiecki nadał Drohiczyn wraz z posiadłościami od Nura do granicy z Rusią zakonowi rycerskiemu braci dobrzyńskich na czele z mistrzem Hermanem[16][17][18]
- 1241 – Drohiczyn był w rękach polskich o czym wspomina Kronika halicko-wołyńska. Kronika Romanowiczów[11].
- 1243 – marzec, książę Daniel Halicki zdobył Drohiczyn, gdzie pojmał obsadę tamtejszej komandorii templariuszy[19] Brunona i jego rycerzy[13][20]
- 1248 – Drohiczyn był atakowany przez Jaćwingów
- 1253 – 6 sierpnia legat papieski Opizo z Mezzano w obecności księcia Siemowita I mazowieckiego koronuje Daniela Halickiego na jedynego w dziejach Rusi króla. Po kilku latach Daniel na żądanie Tatarów zrywa unię z Rzymem.
- 1264 – gród odziedziczył Lew Daniłowicz (syn Daniela)
- 1275 – książę litewski Trojden oraz Trid zdobyli należący do Lwa Drohiczyn i wymordował wszystkich mieszkańców (i zabili wszystkich od małego do wielkiego). Początek okresu panowania Litwinów na ziemi drohickiej[11]
- 1342 – namiestnikiem książąt mazowieckich w Drohiczynie jest wojewoda drohiczyński Jan, syn Dobrogosta[21]
- 1351 – gród wymieniony jako litewski[22]
- 1357 – Olgierd oddał gród Kiejstutowi
- 1366 – gród wymieniony jako litewski w traktatach Kazimierza Wielkiego z księciem Olgierdem[22]
- 1378 – splądrowanie grodu przez komtura Bałgi Teodoryka Elsnera wracającego z wyprawy na Kamieniec Litewski[22]
- 1380 – w drodze do Brześcia Krzyżacy złupili Drohiczyn
- 1382 – Janusz I Starszy mazowiecki zajmuje gród jako wiano swojej żony Anny Danuty[22]
- 1383 – zdobycie grodu przez Litwinów po obronie Mazowszan, którymi dowodził marszałek Sasin ze Smardzewa[22][23]
- 1384 – Jagiełło oddał Drohiczyn, Mielnik i Brześć Witoldowi[22]
- 1390 – Jagiełło odebrał gród Witoldowi i oddał z powrotem Januszowi I ziemię drohicką z zamkami oraz powiatami w Drohiczynie, Mielniku, Surażu, bielsku i wszystkimi wsiami w tychże powiatach[24][18]. Rok później Jagiełło potwierdził tę darowiznę na zamku w Łęczycy[25]
- 1392 – Jagiełło ufundował (pierwszy w Drohiczynie) drewniany kościół, zastąpiony w 1555 murowanym, spalony przez Szwedów w 1657, odbudowany w 1709 (późniejszy kościół parafialny pw. św. Trójcy)
- 1394 – Krzyżacy pustoszą okolice Drohiczyna uprowadzając ludzi i bydło[26]
- 1405 – Witold ponownie władcą grodu
- 1408 – książę Janusz I Starszy prawdopodobnie nadał miejskie prawo magdeburskie, ustanawiając dziedzicznym wójtem Stanisława Dziadka[22]
- 1409 – włączenie miasta (należącego dotąd do diecezji płockiej) do diecezji włodzimierskiej (od 1425 łuckiej)
- 1410 – Chorągiew Drohicka pod Grunwaldem
- 1414 – namiestnikiem w Drohiczynie jest Pretor z Korczewa
- 1429 – umiera książę Janusz I Starszy, w związku z czym Drohiczyn wraca pod władzę Litwy. Wójtem jest Stanisław Dziadek.
- 1430 – Witold rozkazał spalić Drohiczyn, przewidując wojnę z Koroną (rozkazu najprawdopodobniej nie wykonano)
- 1432 – Drohiczyn opowiedział się po stronie buntu Świdrygiełły
- 1440 – po śmierci wielkiego księcia litewskiego Zygmunta Kiejstutowicza zgodnie z umową gród zajął książę mazowiecki Bolesław IV warszawski
- 1444
  - po oblężeniu grodu Kazimierz IV Jagiellończyk kupił od Bolesława IV ziemię drohicką za 6 tys. kop szerokich groszy praskich
  - przywilej Kazimierza Jagiellończyka – Drohiczyn (Drogicin) wpisany w poczet piętnastu znaczniejszych grodów Litwy, usunięcie namiestnika mazowieckiego Jerzego Nasuty i zastąpienie go Gasztołdem (ulubieńcem Kazimierza)
- 1454 – Drohiczyn otrzymał litewską organizację miejską, nastąpił rozkwit grodu
- 1458 – wójtem drohickim jest Andrzej, syn Stanisława Dziadka
- 1492 – Skarga krajczego litewskiego Mikołaja Radziwiłła do Kazimierza Jagiellończyka o to, że Drohiczyn został „najechany przez Polaków i obficie spustoszony”
- 1494, 23 listopada – Aleksander Jagiellończyk wyposażył aktem cerkiew św. Barbary
- 1498, 4 października – Aleksander Jagiellończyk wydał kolejny przywilej na miejskie prawo magdeburskie. Wymieniono w nim Drohiczyn Lacki na pn. brzegu i Drohiczyn Ruski na pd. brzegu[12]
- 1520 – stolica nowego województwa podlaskiego, początki jego tworzenia to rok 1513.[12]
- 1514, około – podskarbi ziemski Michael Józefowicz, brat Abrama, otrzymał przywilej na zbudowanie mostu i pobieranie myta
- 1569 – na mocy unii lubelskiej wcielenie województwa do Korony[12]
- 1570 – wzmianka Karczem piwnych, w których piwo warzą i szynkują 63, Karczem miodowych natenczas 12, ale bywa ich więcej, Karczem gorzałczanych 2[27]
- 1580 – miasto liczyło 320 domów i 2 tys. mieszkańców. W tym też roku doszło do tumultów przeciwko franciszkanom gdy mieszczanie protestanci spalili im klasztor i zniszczyli dzwon.
- 1601 – pożar miasta[12]
- 1631 – pożar miasta[12]
- 1637 – pożar miasta[12]
- 1656, późna jesień – złupienie miasta przez Tatarów krymskich pod dowództwem Subchan Gazi aga
- 1657, 31 maja – zniszczenie miasta przez siedmiogrodzkie wojska Jerzego II Rakoczego i rzeź mieszkańców[12]
- 1660 – zniszczenie miasta przez wojska moskiewskie Iwana Chowańskiego, pozostało w nim 80 z 380 domów[12]
- 1660, kwiecień – w mieście zawiązała się konfederacja wojskowa, która obwołała swoim pułkownikiem generalnym Samuela Kmicica, mająca skłonić króla Jana Kazimierza do przywrócenia na stanowisko hetmana Pawła Jana Sapiehę[28].
- 1661 – zakon jezuitów zakłada szkołę
- 1662 – po najazdach Tatarów, Węgrów i Moskwy miasto zamieszkuje zaledwie 680 osób
- 1678 – w celu wspomożenia rozwoju gospodarczego Sejm zwalnia miasto na kilka lat z podatków
- 1682 – początek budowy kościoła franciszkanów[12]
- 1696 – początek budowy parafialnego kościoła jezuitów oraz konwiktu dla ubogiej szlachty[12]
- 1710 – mieszkańców dziesiątkuje epidemia dżumy przywleczona przez wojska w czasie Wielkiej wojny północnej
- 1729 – rozpoczęcie budowy murowanego klasztoru jezuitów
- 1734 – początek budowy kościoła benedyktynek[12]
- 1737 – początek budowy murowanego klasztoru franciszkanów
- 1747 – zakończenie budowy nowej szkoły jezuitów, która uzyskała rangę kolegium (Collegium Nobilium)
- 1759 – fundacja klasztoru bazylianów[12]
- 1769, 3 lipca – odbyte w mieście zgromadzenie szlachty podlaskiej pod przewodnictwem marszałka Franciszka Kossowskiego przystępuje do konfederacji barskiej
- 1774 – przekazanie przez Komisję Edukacji Narodowej pijarom szkoły pojezuickiej, która działała odtąd jako kolegium pijarów
- 1775 – miasto liczyło 2 tys. mieszkańców
- 1794 16 kwietnia – podczas insurekcji kościuszkowskiej w mieście sformowano dywizję podlaską pod dowództwem gen. Andrzeja Karwowskiego
- 1795 – III rozbiór Polski, część prawobrzeżna wcielona do Królestwa Prus, lewobrzeżna do Austrii, utrata statusu stolicy województwa
- 1797 – franciszkanin Karol Gaudenty Żera napisał w Drohiczynie zbiór anegdot Vorago rerum, czyli Torba Śmiechu, Groch z kapustą, A każdy pies z innej wsi.
- 1799 – spis ludności wykazał, że w mieście zamieszkiwały 984 osoby, w tym 37 Żydów.
- 1805, 27 maja – pożar miasta, w którym spłonęło 175 domów, ratusz i kościół bazylianów
- 1807 – po traktacie w Tylży część prawobrzeżna włączona z Prus do Cesarstwa Rosyjskiego[12]
- 1809 – część lewobrzeżna włączona do Księstwa Warszawskiego, a od 1815 do Królestwa Polskiego
- 1831, 22 lipca – w czasie Powstania listopadowego niewielki oddział pod dowództwem płk. S. Różyckiego wziął do niewoli rosyjski batalion
- 1832 – po powstaniu listopadowym władze rosyjskie zamknęły kolegium pijarów
- 1844 – w części lewobrzeżnej jest tylko 30 domów
- 1845 – zaborcze władze rosyjskie kasują klasztor pijarów
- 1857 – spadek liczby mieszkańców do 835 osób
- 1863 – część lewobrzeżna utraciła prawa miejskie i zanikła
- 1883 – zaborcze władze rosyjskie likwidują szkołę pijarów
- 1915, sierpień – ucieczka Rosjan na skutek ofensywy wojsk niemieckich podczas I wojny światowej
- 1918, listopad – powrót do Polski
- 1920, 19 sierpnia – wojna polsko-bolszewicka, wyparcie bolszewików z miasta przez 8 kompanię 1 Pułku Piechoty Legionów
- 1939, 27 września – początek okupacji sowieckiej,
- 1940, wiosna – sowieci wyburzyli zabudowę miejską na szerokości 800 metrów od rzeki Bug, zniszczenie wnętrz kościołów
- 1941, 22 czerwca – rozpoczęcie okupacji niemieckiej
- 1944, 1 sierpnia – ponowne zajęcie miasta przez Armię Czerwoną
- 1950 – przeniesienie do Drohiczyna siedziby Diecezji pińskiej (zwanej „diecezją w Drohiczynie”)
- 1966 – miasto odwiedził podczas uroczystości milenijnych ks. prymas kardynał Stefan Wyszyński i ówczesny ksiądz arcybiskup Karol Wojtyła
- 1991 – miasto siedzibą diecezji drohiczyńskiej
- 1999, 10 czerwca – wizyta ekumeniczna papieża Jana Pawła II

## Demografia
1580 rok – 2000 osób (około)

1662 rok – 680 osób

1775 rok – 2000 osób (około)

1799 rok – 984 osób

1857 rok – 835 osób
1921 – 1972 osób

1935 rok – 2454 osób

2008 rok – 2075 osób

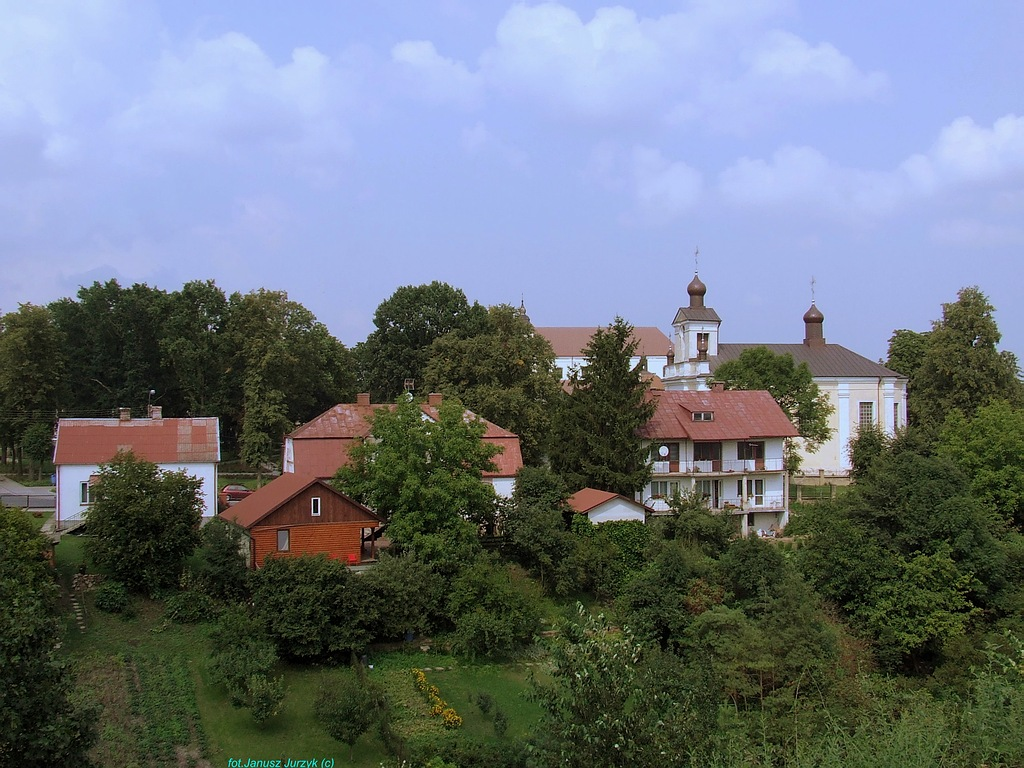
Drohiczyn

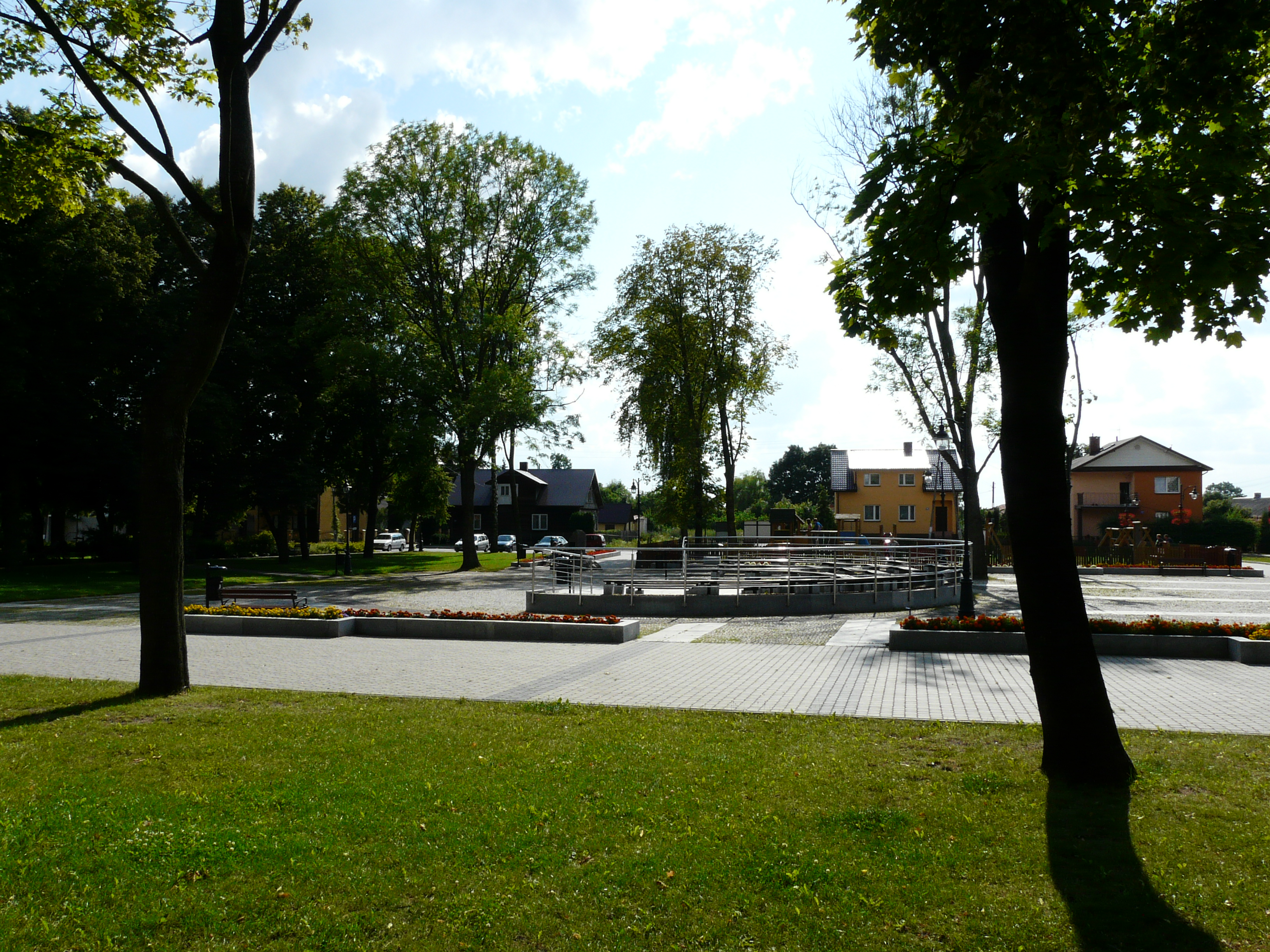
Rynek w Drohiczynie po rewitalizacji (Plac Tadeusza Kościuszki)

Według Powszechnego Spisu Ludności z 1921 roku wieś zamieszkiwało 1972 osób, wśród których 950 było wyznania rzymskokatolickiego, 207 prawosławnego, 1 ewangelickiego, a 814 mojżeszowego. Jednocześnie 1165 mieszkańców zadeklarowało polską przynależność narodową, 114 białoruską, 687 żydowską, 1 fińską,1 rosyjską, 1 rusińską, a 3 określiło się jako internacjonaliści. Było tu 289 budynków mieszkalnych.
Według danych z 30 czerwca 2012 miasto miało 2129 mieszkańców.

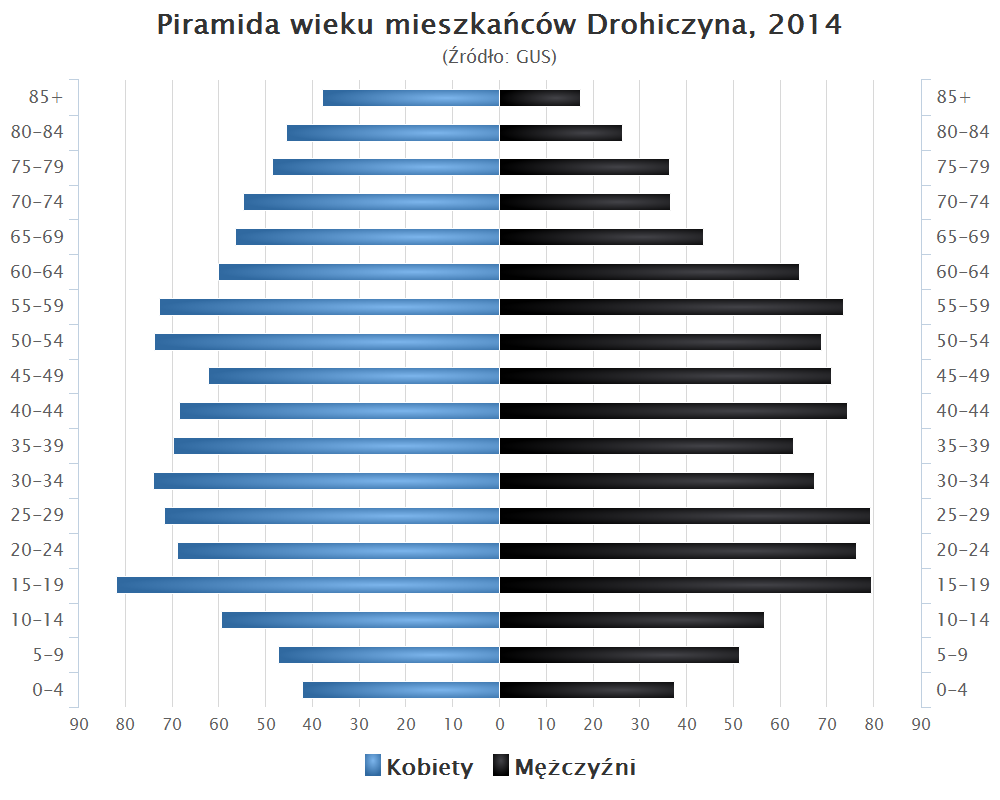
Piramida wieku mieszkańców Drohiczyna w 2014 roku

## Zabytki
zachowane:

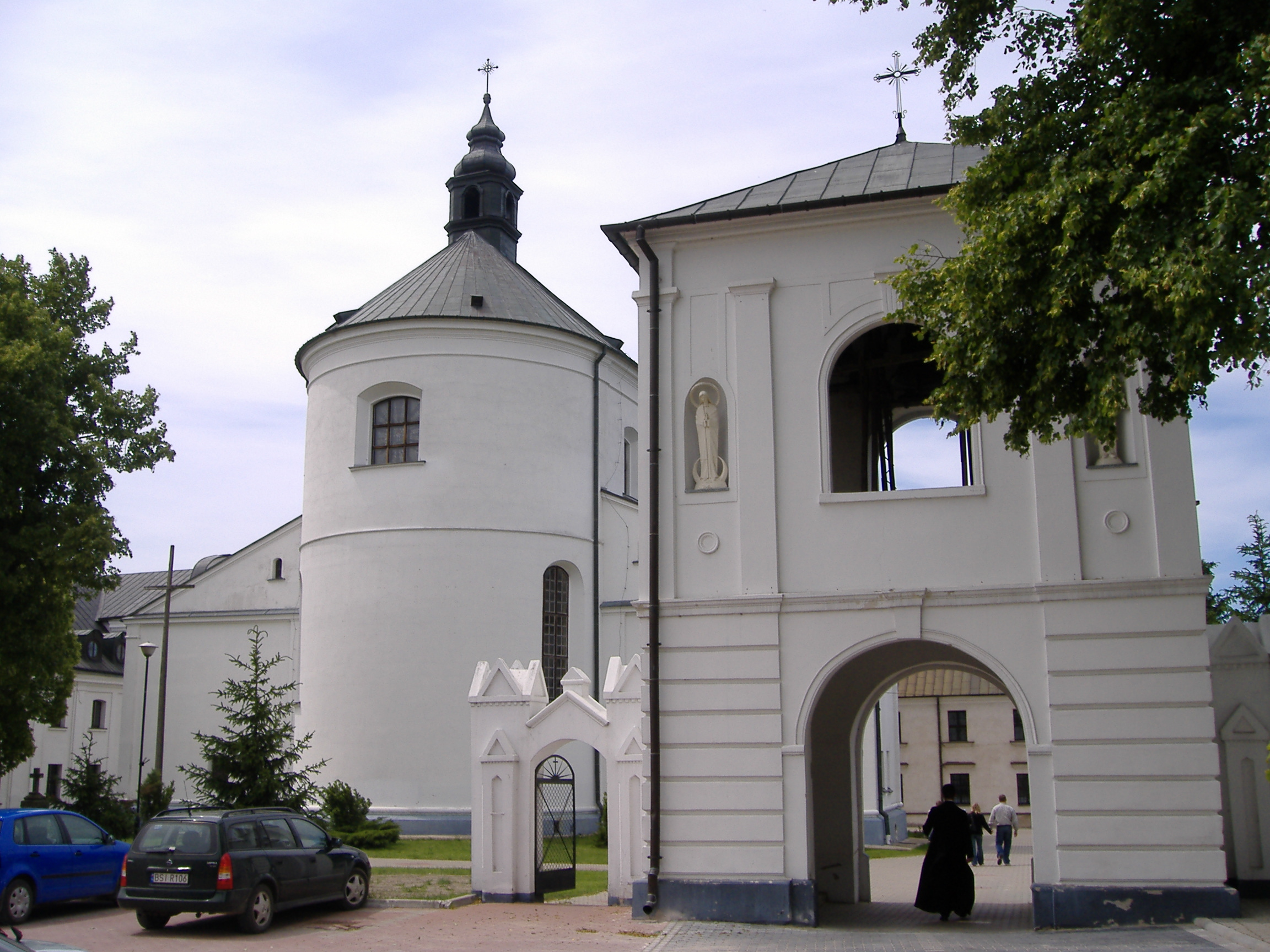
Katedra Św. Trójcy z 1696 roku i dzwonnica z 1885 r.

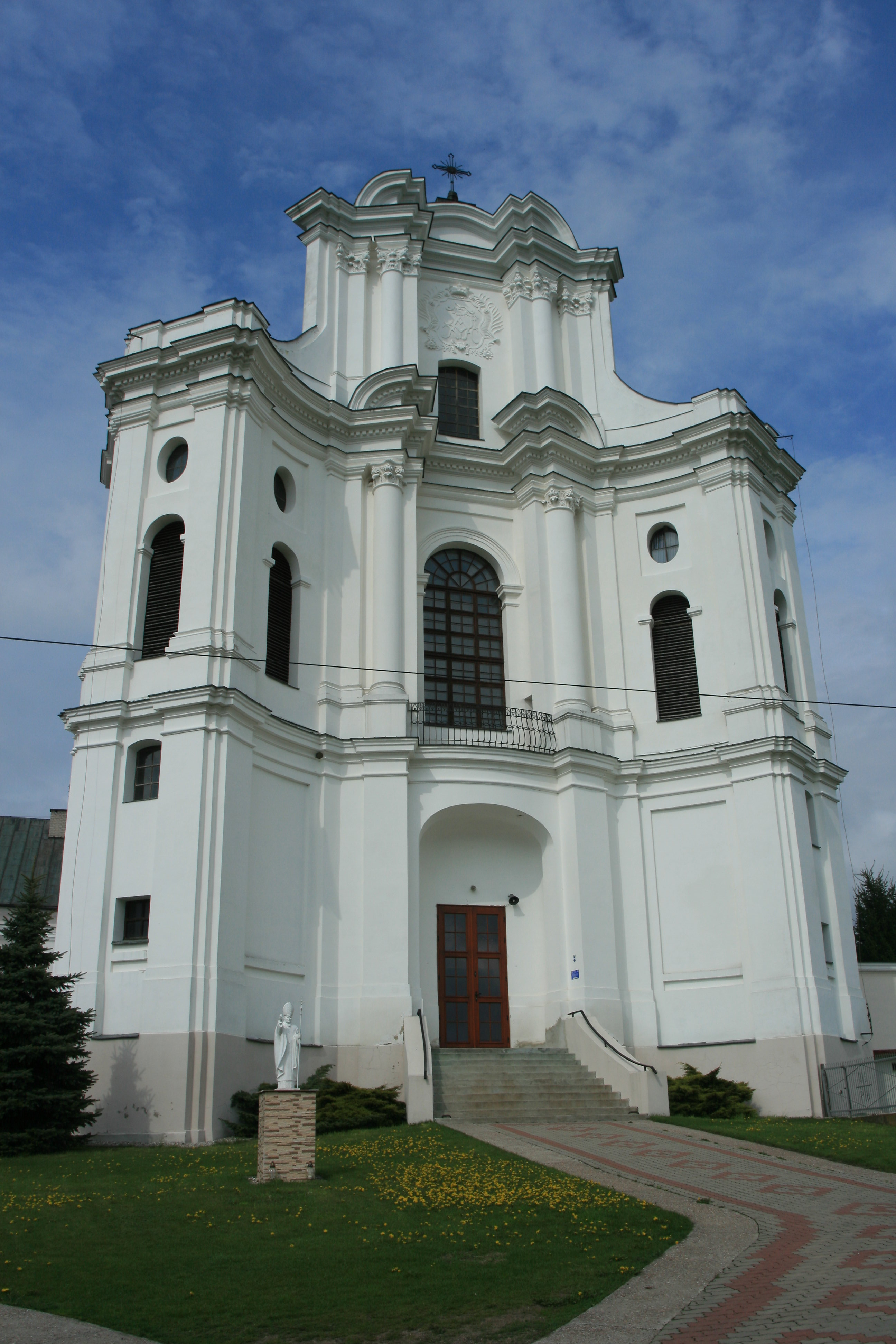
Kościół benedyktynek – z 1734 roku pw. Wszystkich Świętych, proj. Jakub Fontana

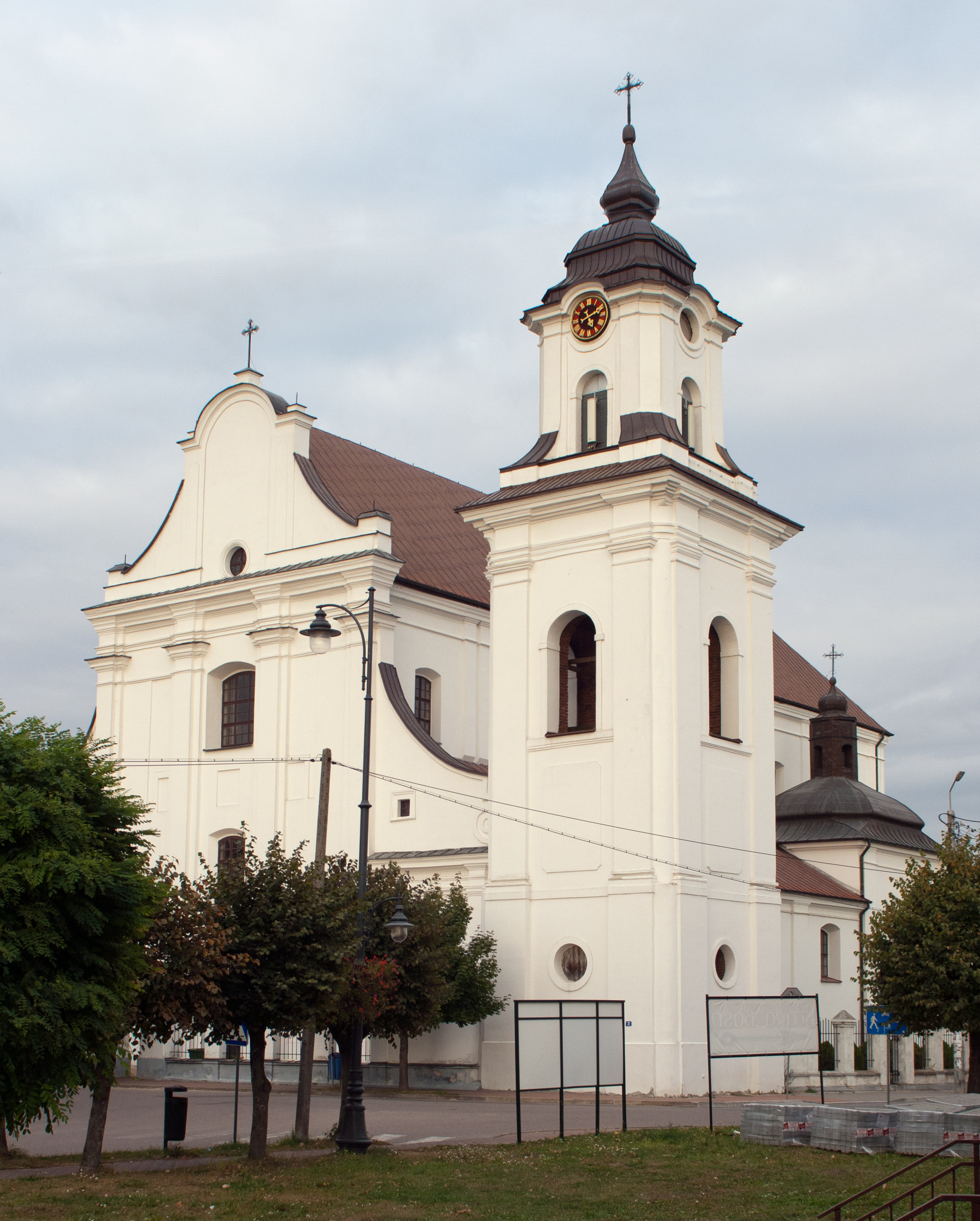
Kościół franciszkanów z 1682 roku pw. Wniebowzięcia NMP

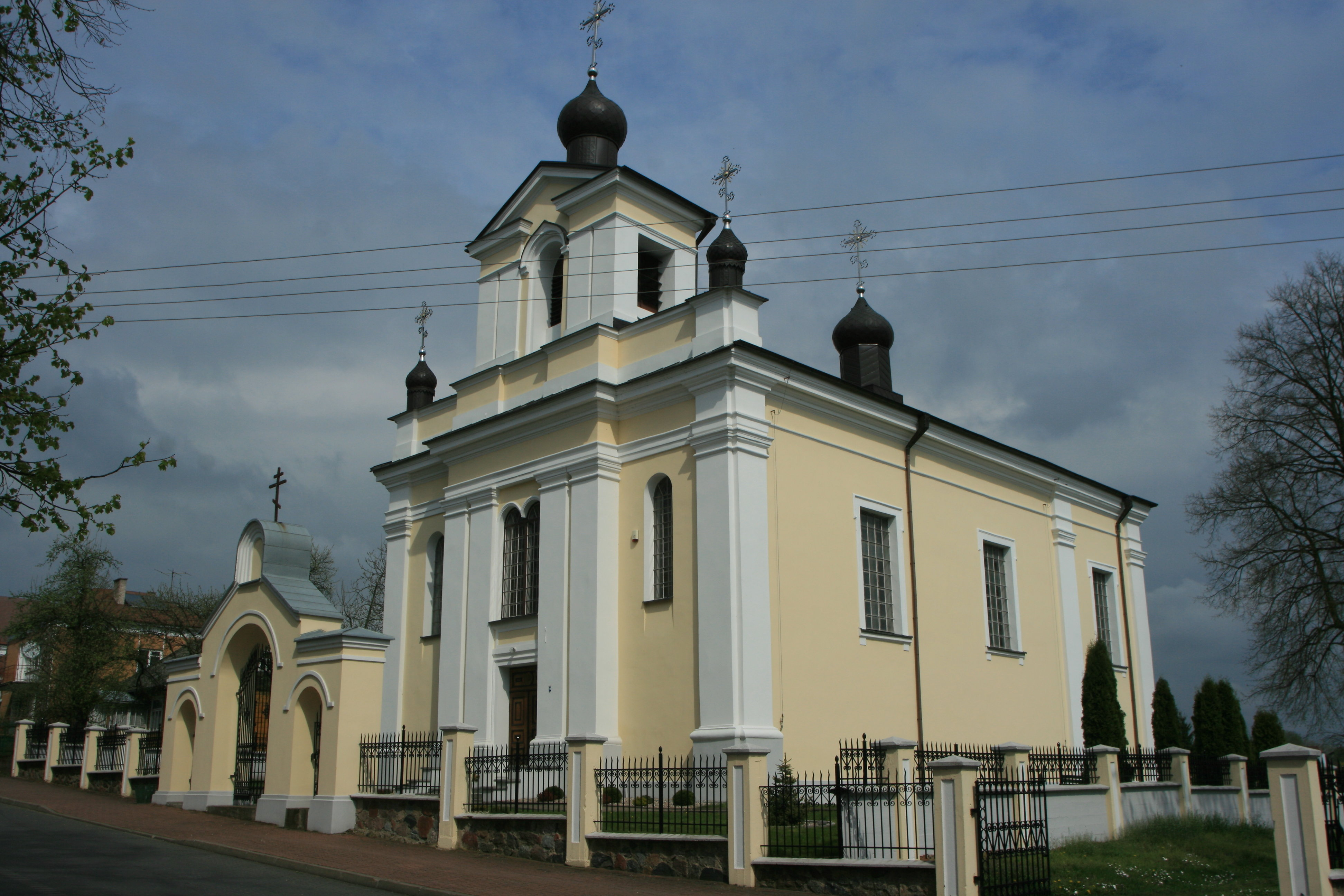
Cerkiew św. Mikołaja

- Dawne grodzisko Góra Zamkowa – wzniesienie będące dawniej elementem militarnej siły włodarzy drohickiego grodu, gdzie do czasu „potopu szwedzkiego” wznosił się zamek obronny. Na dzisiaj punkt widokowy na malowniczą dolinę rzeki Bug.
- Zespół klasztorny jezuitów
  - Katedra Trójcy Przenajświętszej z lat 1696–1709 w stylu barokowym. Pierwotny kościół ufundował król Władysław Jagiełło w 1392. W 1555 roku zbudowano murowany kościół renesansowy. Po zniszczeniu kościoła w 1657 przekazano parafię zakonowi jezuitów, którzy w 1709 roku ukończyli budowę istniejącego dziś kościoła. Po kasacie jezuitów parafię przekazano zakonowi pijarów. Kościół zniszczono w czasie I wojny światowej w latach 1914–1918. Odbudowany w 1919. Zdewastowany w latach 1939–1940 (szczególnie wnętrze). Zachował się późnogotycki krucyfiks, barokowa rzeźba Chrystusa Frasobliwego, chrzcielnica późnorenesansowa z pocz. XVII w., rokokowa monstrancja z 1786 r., obraz św. Trójcy z XVII w., tabernakulum z XVIII w. We wnętrzu odrestaurowane freski z XVIII w., w renesansowych podziemiach świątyni spoczywają zasłużeni Kościołowi i Polsce.
  - Klasztor jezuitów z lat 1729–1744 w stylu barokowym na planie podkowy pod kierunkiem jezuity Jakuba Ruoffa/Rouffa (obecnie Wyższe Seminarium Duchowne w Drohiczynie).
  - Kolegium jezuitów (budowa: 1746–1751) według projektu Wincentego lub Wojciecha Rachetti i fundacji superiora klasztoru o. Stefana Kuczyńskiego (1704–1773). W XVIII wieku Collegium Nobilium. Spalone w czasie I wojny światowej. Obecnie Kuria Diecezjalna.
- Zespół klasztorny franciszkanów
  - Kościół pw. Wniebowzięcia NMP (budowa: 1682–1715) z ołtarzem głównym z 1762, według tradycji zbudowany w miejscu drewnianego kościoła z 1400 fundacji wojewody Mikołaja Nasuty. Pierwsza potwierdzona wzmianka w źródłach o kościele pojawiła się w 1470 r. Budowa obecnego barokowego kościoła rozpoczęła się w 1682 r. ze składek miejscowej szlachty. Zakrystia od północy z 1682 r. i skarbczyk od południa wybudowany w 1734 r. jako drohickie archiwum ksiąg ziemskich. We wnętrzu Kaplica Loretańska z 1695 r. z ołtarzem rokokowym z 1774 r. oraz stiukowy rokokowy ołtarz główny z 1762–1764. Ołtarze przy filarach tęczowych z lat 1770–1774. Lewy z obrazem Wizja św. Antoniego z 1775 r., prawy z obrazem św. Franciszka z 1774 r. Na filarze tęczowym od południa ołtarz klasycystyczny z 1780 r. W zamknięciu nawy północnej relikty murowanego ołtarza barokowego z XVIII w. Kościół poważnie zniszczony w czasie II wojny światowej, do kultu przywrócony w 1949.
  - dzwonnica z ok. 1770, w stylu późnobarokowym według proj. Kazimierza Kamieńskiego
  - klasztor franciszkanów (budowa 1737–1751) zbudowany z funduszy chorążego ziemi bielskiej Marcina Kuczyńskiego (1663–1751). Po kasacie po powstaniu listopadowym w 1832 mieściły się w nim koszary. W 1889 przebudowany na szkołę. Obecnie pozbawiony cech stylowych, mieści Muzeum Diecezjalne, Zgromadzenie Zakonne Sióstr MB Loretańskiej i Dom Księży Emerytów.
  - stróżówka z XVIII w.
  - oficyna z XVIII w., ob. dom, ul. Kraszewskiego 4
- Zespół klasztorny Mniszek Benedyktynek
  - Kościół Mniszek Benedyktynek pw. Wszystkich Świętych z lat 1734–1738 w stylu późnobarokowym, projekt: Jakub Fontana, fundacja Wiktoryna Kuczyńskiego (1668–1737) i Marcina Kuczyńskiego. Pierwszy drewniany kościół ufundował w 1623 roku wojewoda Wojciech Niemira. Został zniszczony przez Szwedów w 1657 roku i odbudowany w 1659. Obecny kościół konsekrowano w 1744 roku. W 1854 roku władze rosyjskie zamknęły kościół. Odzyskano go w 1918 roku i od 1930 służył jako kościół szkolny. Podczas okupacji rosyjskiej w latach 1939–1941 służył jako szalet dla wojsk sowieckich. W latach okupacji niemieckiej 1941–1944 funkcjonował jako parafialny. W 1957 roku objęły go benedyktynki wypędzone z Nieświeża. Wewnątrz kościoła znajdują się dwie rzeźby barokowe: Św. Scholastyki i Św. Wojciecha, obraz Św. Benedykta z pocz. XVII w. i krucyfiks z 1 poł. XVIII w. z niezachowanego barokowego ołtarza głównego.
  - Klasztor Mniszek Benedyktynek – W drewnianym budynku poprzedzającym obecny w 1709 i 1714 roku funkcjonował szpital dla ofiar zarazy. Murowany klasztor w stylu barokowym wybudowano w latach 1734–1738. W 1856 roku zaborcze władze rosyjskie zamknęły klasztor i wywiozły zakonnice do Wilna. W następnych latach zakonnice wróciły do klasztoru i prowadziły polską szkołę, opiekując się też powstańcami w czasie Powstania styczniowego. Po upadku powstania władze carskie w 1864 roku ponownie zamknęły klasztor przeznaczając zabudowania na koszary, a zakonnice uwięziono w Bielsku Podlaskim. Po 1885 roku Rosjanie nakazali zburzenie klasztoru. Odbudowano go bez cech stylowych w latach 1958–1960 bez skrzydła wschodniego uzupełnionego w 1992. Obecnie bez cech stylowych.
- Cerkiew św. Mikołaja z 1792, w stylu klasycystycznym fundacji Konstancji z Kuczyńskich i Jakuba Ciecierskiego. Wzniesiona pierwotnie jako cerkiew klasztorna unickiego zakonu bazylianów. Od 1839 prawosławna, czego efektem była przebudowa w 1848 i dodanie kopułek, usunięcie ołtarzy, ambony i organów. Obecnie świątynia parafialna. Znajduje się przy Placu Tadeusza Kościuszki.
- kapliczka barokowa u zbiegu ul. Świętojańskiej i Mieszka I z figurą św. Jana Nepomucena z XVIII w.
- dom z 1. poł. XIX wieku, pl. Tadeusza Kościuszki 23
- Schrony bojowe z 1940–1941 (Linia Mołotowa)

niezachowane:
- Zamek królewski na Górze zamkowej

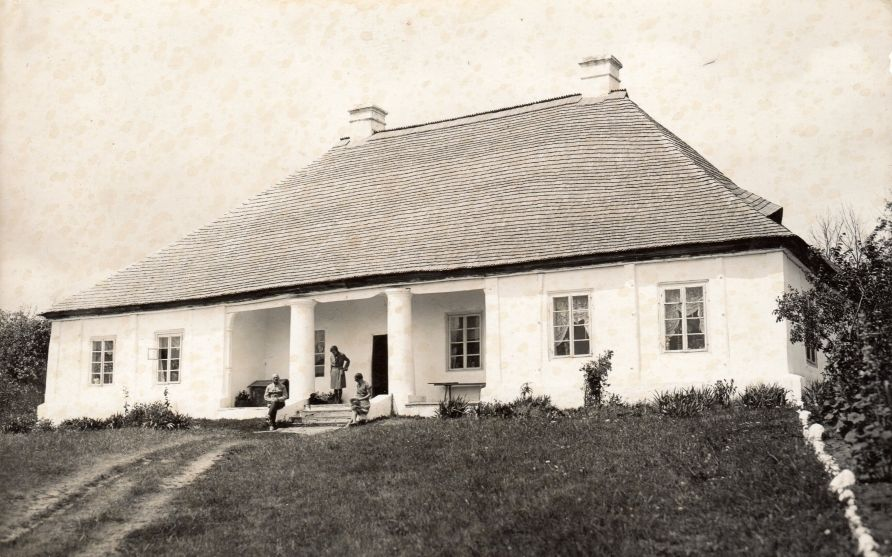
Dworek Sądów Marszałkowskich (zniszczony około 1940 r. przez Rosjan)

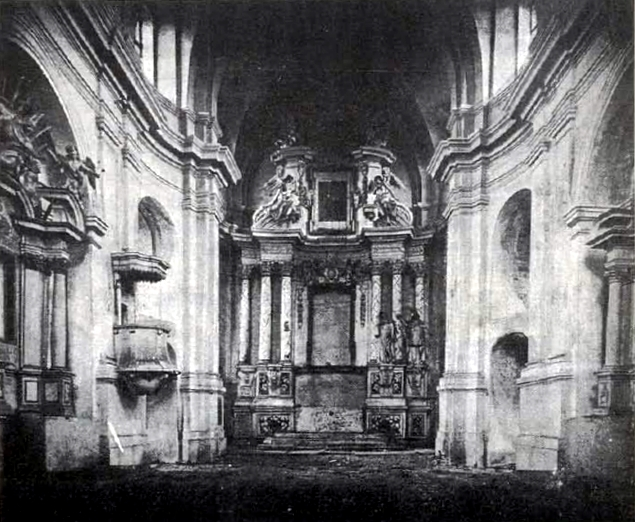
Ołtarz w kościele benedyktynek w 1875 r. (zniszczony w 1940 r. przez Rosjan)

- Klasztor Bazylianów z 1798, znajdujący się koło cerkwi św. Mikołaja Cudotwórcy, skierowany piętrowym frontem do rynku i dłuższym parterowym od ul. Mazowieckiej.
- Dworek Sądów Marszałkowskich z XVIII w. pomiędzy ul.Dmochowskiego i Biskupią. Drewniany, kryty czterospadowym dachem pokrytym gontem, z gankiem. Zburzony przez Rosjan prawdopodobnie w 1940.
- Port rzeczny w zachodniej części Ruskiej Strony.
- Bożnica żydowska z drewna znajdująca się przy ul. Piłsudskiego 9. Spłonęła 22 czerwca 1941.
- Drewniana kaplica św. Barbary. Rozebrana przez Rosjan w 1940.

## Muzea
- Muzeum Diecezjalne w Drohiczynie przy ul. Kraszewskiego 4 (w danym klasztorze franciszkanów). W zbiorach znajdują się dokumenty królów Władysława IV, Jana Kazimierza, Augusta II Mocnego, kielichy, relikwiarze, monstrancje Jabłonowskich, Sapiehów, Radziwiłłów, pasy słuckie, pacyfikały, tace, lichtarze, ornaty, pastorały: biskupa Zygmunta Łozińskiego i papieża Piusa XII, oraz krzesło papieża Jana Pawła II z wizyty ekumenicznej z 1999 roku, naczynia z cyny.
- Muzeum Regionalne w Drohiczynie przy ul. Kopernika 9. W zbiorach znajdują się eksponaty pochodzące z wykopalisk archeologicznych, m.in. szklane paciorki, enkolpion z brązu, grzebienie z poroża jeleni i łosiów, gliniana kostka, bransolety z brązu, ołowiane plomby z XII, XIII, XIV w. W zbiorach są także narzędzia rolnicze i przedmioty codziennego użytku z XIX i pocz. XX w. oraz kolekcja rzeźb ludowych. Na ekspozycji wystawa dawnych motocykli.
- Muzeum Kajakarstwa w Drohiczynie ul. Kopernika 9, jedyne tego typu w Polsce, gromadzi i eksponuje dawne kajaki, wiosła, osprzęt kajakowy, publikacje związane z historią kajakarstwa.

## Pomniki i tablice pamiątkowe

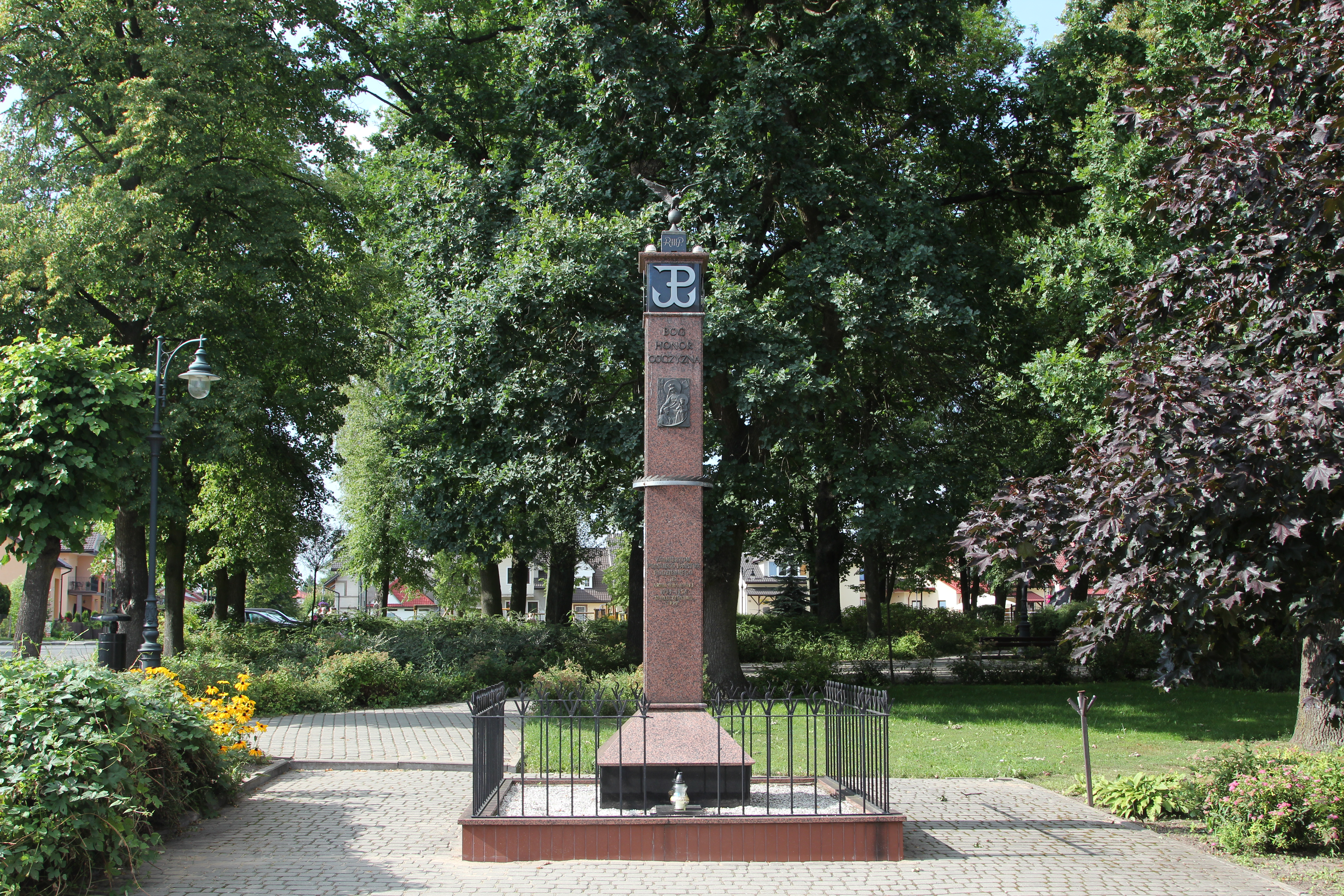
Pomnik Armii Krajowej

- Pomnik ustawiony na rynku w dniu 3 maja 1919 roku na pamiątkę Konstytucji 3-go Maja
- Grób Nieznanego Żołnierza
- Obelisk z 1928 roku na Górze Zamkowej ustawiony z okazji 10 lecia odzyskania Niepodległości
- Pomnik lotników polskich poległych we wrześniu 1939 roku i pochowanych na cmentarzu parafialnym
- Tablica pamiątkowa z okazji 90 rocznicy walk stoczonych 19 sierpnia 1920 roku z bolszewikami przez 8 kompanię 1. Pułku Piechoty Legionów.
- Pomnik Armii Krajowej
- Obelisk upamiętniający 750 rocznicę Zjazdu Drohiczyńskiego

## Ośrodki kultury

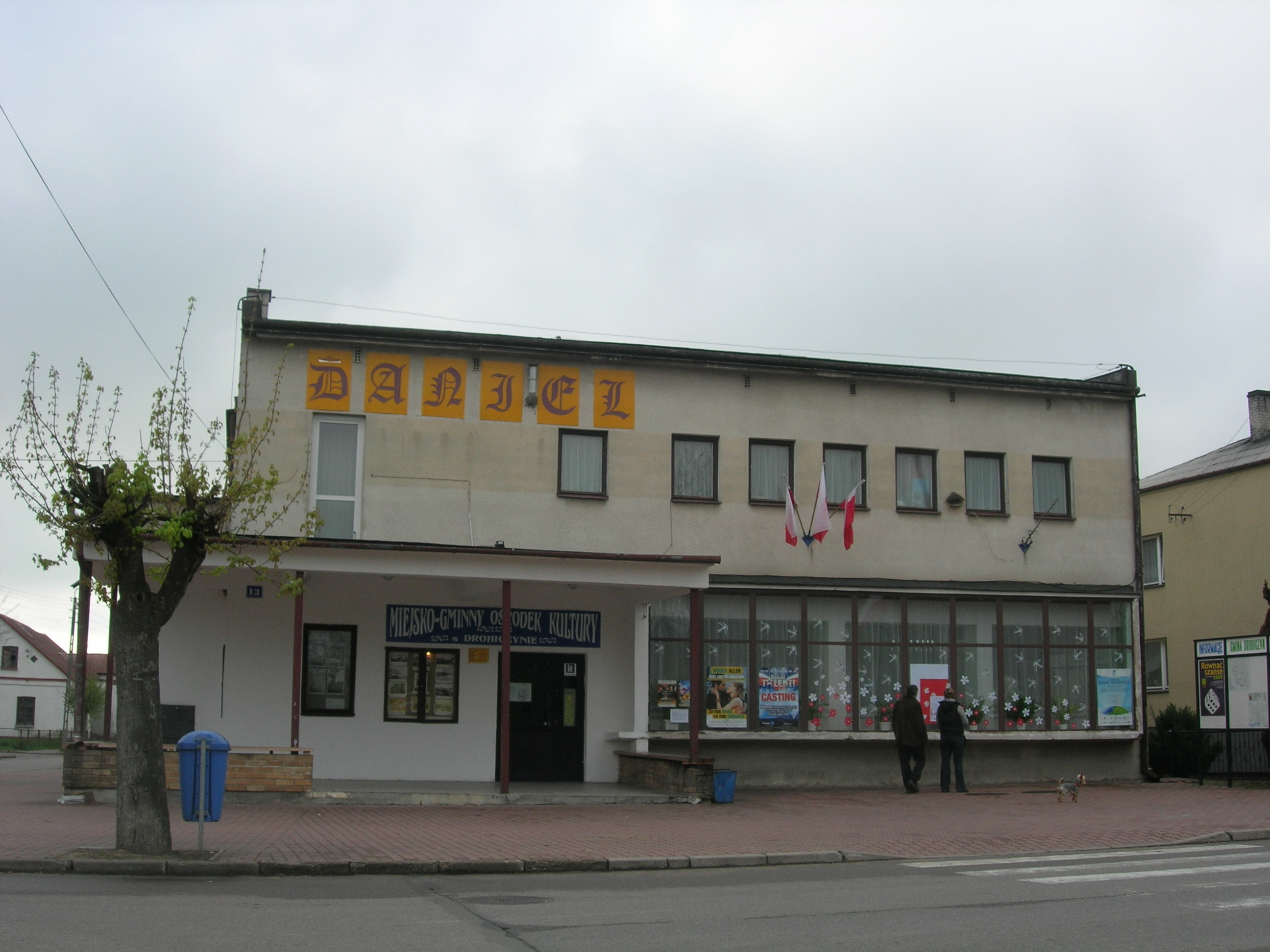
Kino Daniel w Drohiczynie

- Miejsko-Gminny Ośrodek Kultury w Drohiczynie
- Kino Daniel

## Periodyki lokalne
- „Drohiczyński Przegląd Naukowy” – wydawany przez Drohiczyńskie Towarzystwo Naukowe

## Filatelistyka
Poczta Polska wyemitowała 28 kwietnia 2022 r. znaczek pocztowy przedstawiający panoramę miasta, o nominale 3,60 zł, w serii Piękno Polski. Wydrukowano 90 000 sztuk, techniką offsetową, na papierze fluorescencyjnym. Autorem projektu znaczka był Jarosław Ochendzan.

## Zobacz też

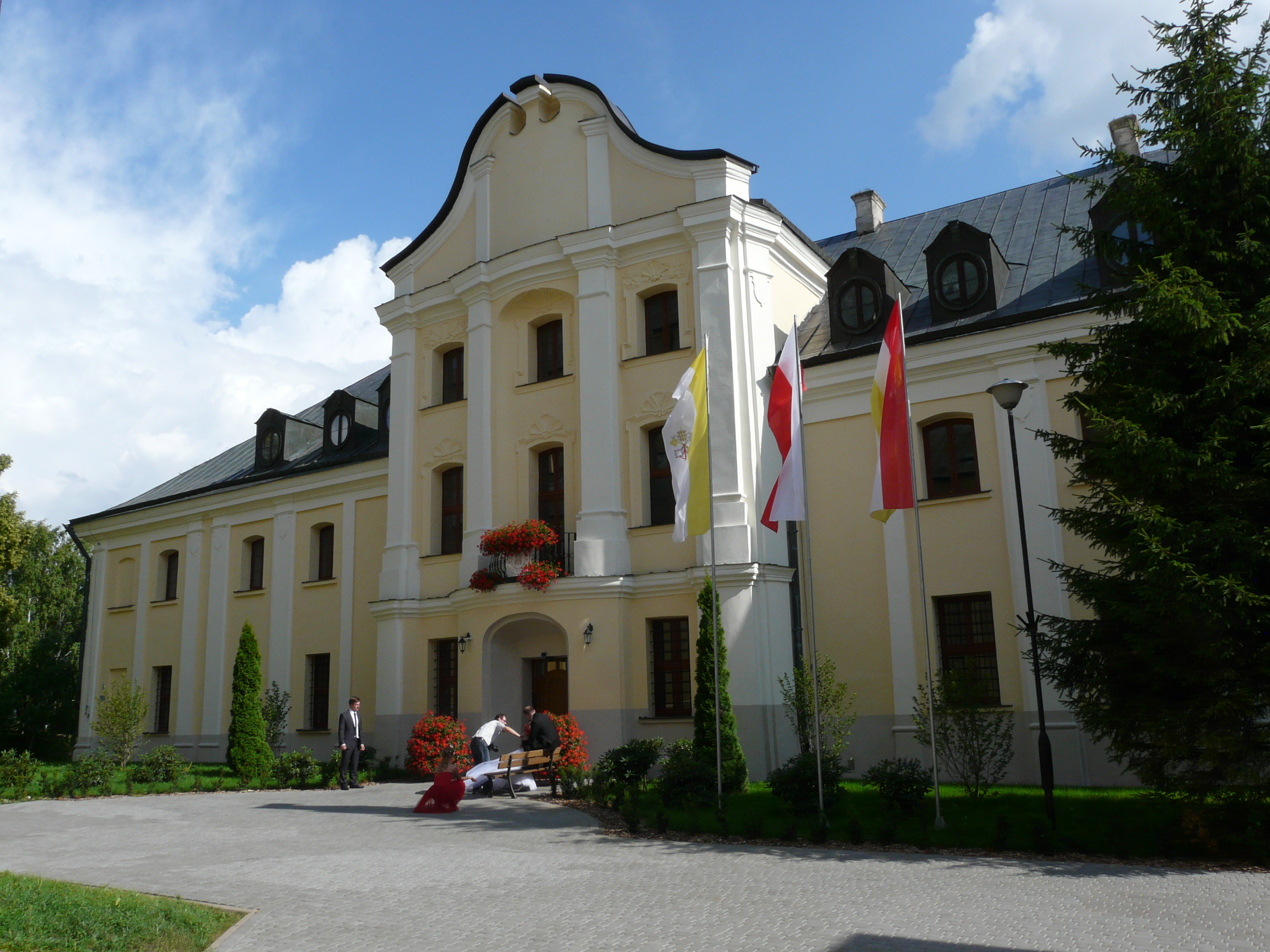
Siedziba Wyższego Seminarium Duchownego w Drohiczynie (dawne kolegium jezuickie z 1746)